# Traunstein (Berg)
Der Traunstein ist ein 1691 m ü. A. hoher Berg im oberösterreichischen Teil des Salzkammergutes im Gemeindegebiet von Gmunden, am Ostufer des Traunsees. Er ist durch seine ins Alpenvorland vorgeschobene Position und die steil abfallenden Felswände eine markante Landmarke und wird auch als „Landeswarte“ oder „Wächter des Salzkammergutes“ bezeichnet. Er ist wegen seiner schönen Aussicht und anspruchsvollen Bergtouren ein beliebtes Ziel von Wanderern und Bergsteigern. Der Traunstein ist durch mehrere Wanderwege und Steige sowie durch zwei Schutzhütten touristisch erschlossen. Das weitgehend naturnahe Gebiet mit seiner stark gegliederten Höhenzonierung und seinen unzugänglichen Felswänden bietet Lebensräume für viele Tier- und Pflanzenarten und steht seit 1963 unter Naturschutz. Der Traunstein ist im Besitz der Österreichischen Bundesforste.

## Geografie
Der Traunstein zählt zur Gebirgsgruppe der Oberösterreichischen Voralpen (AVE 17b) und befindet sich an deren Nordgrenze. Der Berg hat eine maximale Ausdehnung zwischen dem Traunsee im Westen und der Hohen Scharte im Osten von 2,8 und von Nord nach Süd von 3,2 Kilometern mit einer Gesamtfläche von etwa 7 km².
Die Westgrenze beginnt bei der Einmündung des Lainaubachs in den Traunsee und verläuft entlang des Ostufers nach Norden bis zum Gschliefgraben. Von dort folgt die Nordgrenze dem Gschliefgraben und entlang der Flachhänge zum Laudachsee. Die Ostgrenze verläuft entlang des Gassnersteigs vom Laudachsee über die Hohe Scharte, dem Einschnitt zwischen Traunstein und Katzenstein, zum Lainaubach. Der Bach bildet die Südgrenze bis zum Traunsee.
Verwaltungsmäßig befindet sich der Traunstein zur Gänze im Gemeindegebiet von Gmunden im oberösterreichischen Traunviertel.

### Topographie
Der Traunstein fällt nach allen Seiten mit steilen Flanken und Wänden ab. Die bis zu 1000 m hohe Westwand fällt zum Traunsee hin ab und dominiert das Landschaftsbild. Am Nordwestfuß befindet sich der zerklüftete, von Gräben und Türmen durchsetzte, Bereich der Kaltenbachwildnis. Den Nordabstürzen vorgelagert ist der weniger steile und bewaldete Zierlerberg. Im Nordosten befindet sich das Kar der Farngrube. Die Ostflanke fällt zum Laudachsee hin ab. Der Ostgrat ist über die Hohe Scharte mit dem Katzenstein verbunden. Die Südflanke fällt ins Lainaubachtal ab.
Der Traunstein gipfelt in einem kleinen Plateau zwischen dem 1666 m ü. A. hohen Fahnenkogel mit der Gmundner Hütte, dem 1575 m ü. A. hohen Traunkirchner Kogel im Südwesten mit dem Traunsteinhaus (Naturfreundehütte) und dem 1691 m ü. A. hohen Pyramidenkogel im Nordosten mit dem Gipfelkreuz.

### Verkehr
Vom Ortszentrum in Gmunden führt die Traunsteinstraße (L1304) entlang des Traunseeostufers rund 5 km bis zu einem Umkehrplatz. Die weiterführende, anfangs asphaltierte und später als Schotterpiste ausgeführte Karbach-Forststraße ist für den öffentlichen Verkehr gesperrt. Die Straße führt durch zwei Tunnel ins Lainautal und weiter bis nach Karbach und wurde 1963 fertiggestellt.
Beim Gasthof Hois’n befindet sich eine Schiffsanlegestelle der Linienschifffahrt am Traunsee.

## Geologie

### Tektonik
Der Traunstein ist ein Teil der Nördlichen Kalkalpen und liegt im Bereich mehrerer tektonischer Einheiten. Die Hauptmasse des Bergs wird von Gesteinen der Staufen-Höllengebirgs-Decke des Tirolischen Deckensystems aufgebaut. Während der Bewegung der Staufen-Höllengebirgs-Decke nach Norden wurde die Zierlerbergscholle des jüngeren Bajuvarikums und das Rhenodanubische Deckensystem nordvergent überschoben. Das Ultrahelvetikum tritt als tektonisches Fenster im Gschliefgraben zutage. Nördlich davon befindet sich rhenodanubischer Flysch. Der Traunstein war ursprünglich mit dem Höllengebirge am Südwestufer des Traunsees verbunden. Das Ostufer des Traunsees ist jedoch durch das sinistrale Blattverschiebungssystem der Trauntalstörung etwa 3 km weiter nach Norden verschoben als die entsprechenden tektonischen Einheiten westlich der Trauntalstörung, wodurch die vorgelagerte Position des Traunsteins erklärt werden kann.

### Lithostratigraphie
Lithostratigraphisch bestehen die Gesteine des Traunsteins überwiegend aus mesozoischen Kalken und Dolomiten der Trias. In ihrem zentralen Teil besteht die Höllengebirgsdecke fast ausschließlich aus Wettersteinkalk, der vom Anisium bis zum frühen Karnium der Trias vor etwa 247 bis 235 Millionen Jahren aufgebaut wurde. An der Westflanke, am Miesweg nördlich der Lainaustiege, sind in den Wettersteinkalk steilgestellte Bänke von Gutensteiner Kalk (Anis) eingeschaltet. Ebenso verläuft der obere Teil des Hans-Hernler-Steigs entlang einer Rippe von Gutensteiner Kalk. Im Nordwesten bildet der Hauptdolomit (Norium) den Zierlerberg und seine Flanken. Der Hauptdolomit verwittert zu kleinstückigem Grus und seine Auflockerungszonen bilden in der Landschaft oftmals Schutthalden oder stark zerklüftete Felsformationen mit bizarren Türmchen, wie in der Kaltenbachwildnis.
Im Gschliefgraben treten vor allem weiche Tonmergel der Oberkreide (die so genannte Buntmergelserie) sowie Glaukonitsandsteine (Paleozän) und Nummulitenkalke (Eozän) zu Tage.

### Ehemalige Vergletscherung

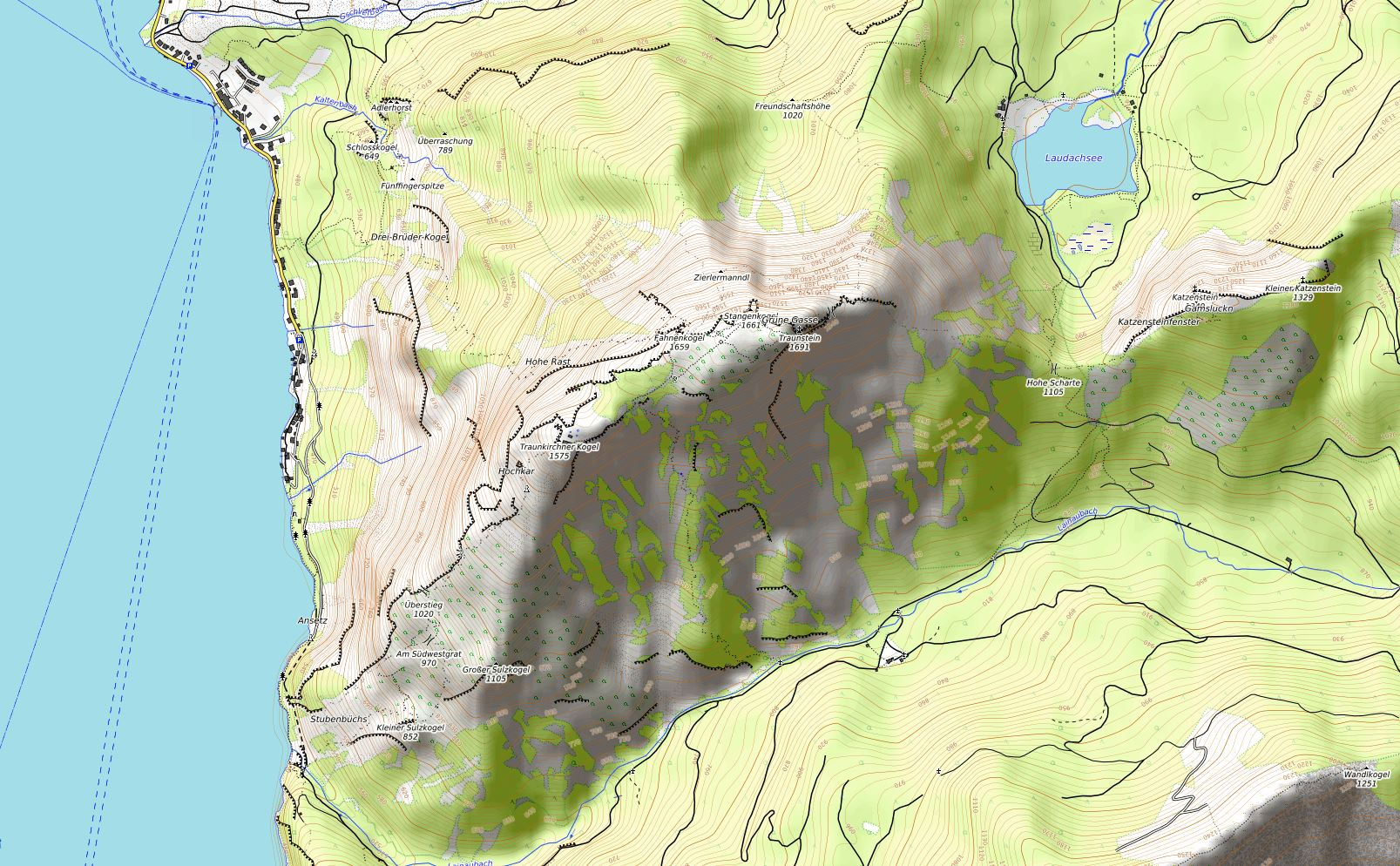
Topografische Karte des Traunsteins, mit den ehemaligen Gletscherabflüssen aus den Karräumen im Norden

Das Gebiet um den Traunstein war während der Eiszeiten immer vergletschert. Am Höhepunkt der jeweiligen Vereisung erfüllten große Eismassen die Täler und reichten immer wieder bis auf rund 1000 m ü. A. Der obere Bereich des Traunsteins ragte als Nunatak aus den Eisströmen heraus. Im Tal entstand ein übertieftes Becken, das vom Traunsee und den Ablagerungen der Traun ausgefüllt ist. Der mächtige Traungletscher floss mit seinem Hauptstrom durch das Trauntal, aber auch an den Flanken der hohen Berge um den Traunsee bildeten sich kleinere Lokalgletscher. Der nördlichste Lokalgletscher kam aus der Farngrube am Nordabfall des Traunsteins und war über den Gschliefgraben noch mit dem Traungletscher verbundene. Der östlich benachbarte kleine Gletscher aus dem Becken des Laudachsees, mit Abfluss zum Laudachtal, hatte keine Verbindung mit dem Traungletscher.
Die Mündung des Lainaubachs an der Lainaustiege ist ebenfalls ein Relikt der Eiszeit. Die etwa 70 m hohe Felswand ist ein klassisches Hängetal, das vermutlich nach dem Abschmelzen der Gletscher der Riß-Kaltzeit entstand. Der Bach schnitt sich danach klammartig in den Untergrund ein. Nach starken Regenfällen bildet der Lainaubach einen Wasserfall über dem Traunseeufer.

### Massenbewegungen

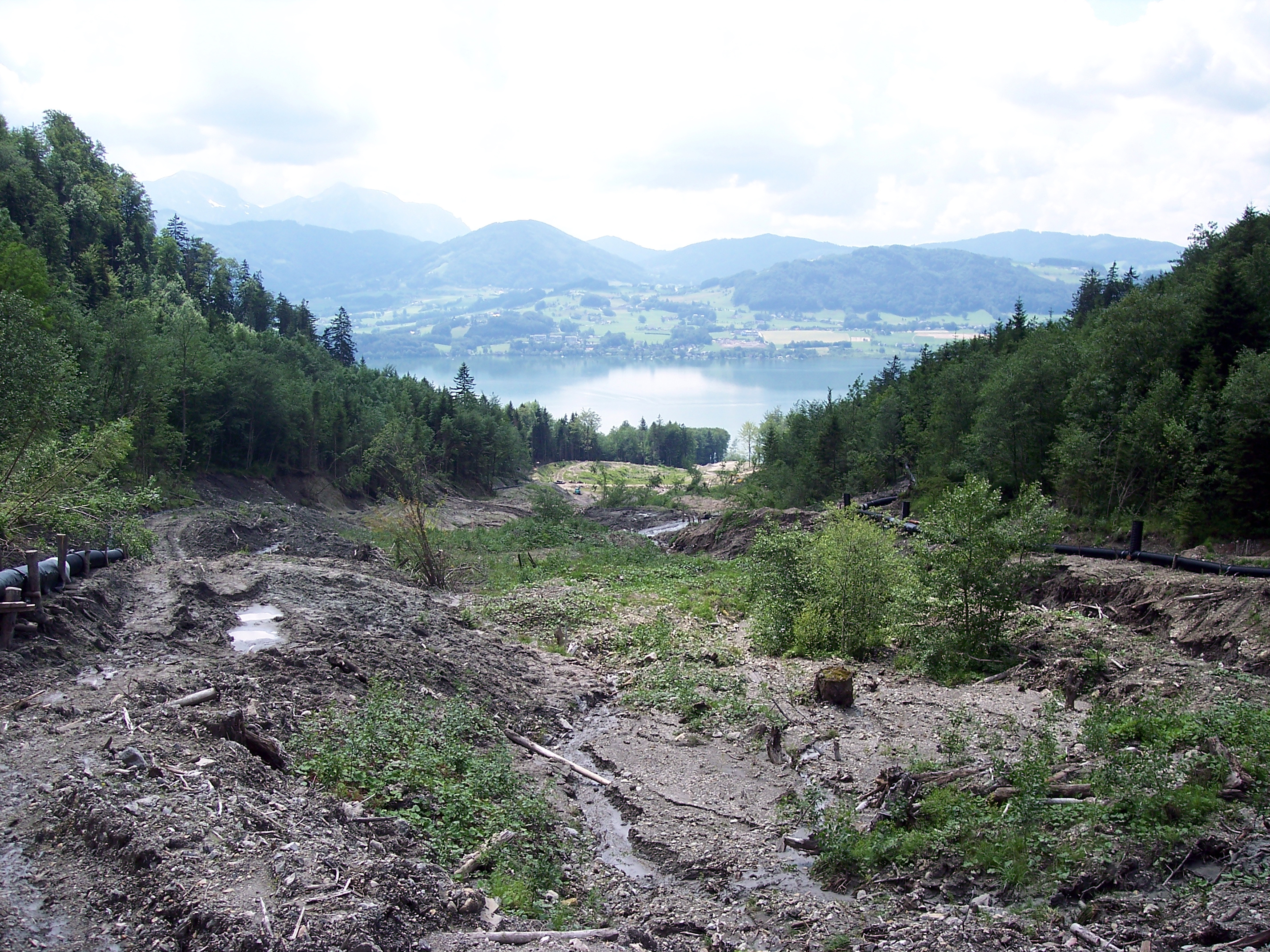
Gschliefgraben im Jahr 2009 nach der letzten Aktivitätsphase

Die bedeutendste Massenbewegung am Traunstein ist der Erdstrom im Gschliefgraben, der sich nach der letzten Eiszeit entwickelte, als der Gletscher aus der Farngrube abgeschmolzen war. Die Massenbewegung ist durch die starke Tektonisierung des Ultrahelvetikums bedingt. Als Folge bildete sich der eindrucksvolle Murenkegel zwischen dem Gasthof Ramsau und dem Gasthof Hoisn aus.
Seit dem 15. Jahrhundert existieren Berichte über Katastrophen, bei denen Häuser, Grund und Kulturland in fast regelmäßigen Abständen in den Traunsee geschoben wurden. Im November 2007 gerieten 3,8 Millionen Kubikmeter Material in Bewegung. Durch zunehmende Wasserinfiltration glitt der vermeintlich stabile, rechte Bereich des Murenkegels bis in etwa 20 m Tiefe talwärts und gefährdete über eine Dauer von acht Monaten zwölf bewohnte Objekte. Evakuierungen und umfangreiche Sanierungsmaßnahmen waren die Folge. Der volkswirtschaftliche Schaden und die landschaftlichen Schäden an der Vegetation waren enorm. Das Sanierungskonzept für den Gschliefgraben nahm über 10 Jahre in Anspruch und kostete ca. 10–15 Millionen Euro.
Am Traunsteinfuß ereignen sich immer wieder Felsstürze. Südlich des Gschliefgrabens ist eine starke Ablösung größerer turmartiger Felspartien (etwa in der Kaltenbachwildnis) und Auflockerung zu beobachten, die zu starker Schuttbildung am Hangfuß bis südlich zum ehemaligen Gasthaus Moaristidl geführt hat. Die Ursache dieser Bewegungen ist vermutlich in der Unterlagerung der Karbonate durch die Gesteine des Ultrahelvetikums an der Überschiebung der Kalkalpen über die Flyschzone zu suchen. Dabei geben die weicheren Gesteine des Ultrahelvetikums plastisch nach, wodurch die harten, steiferen Karbonate die gesamte Spannung aufnehmen, so dass die Auflockerung und Lösung der turmartigen Felspartien erfolgt.

### Hydrogeologie

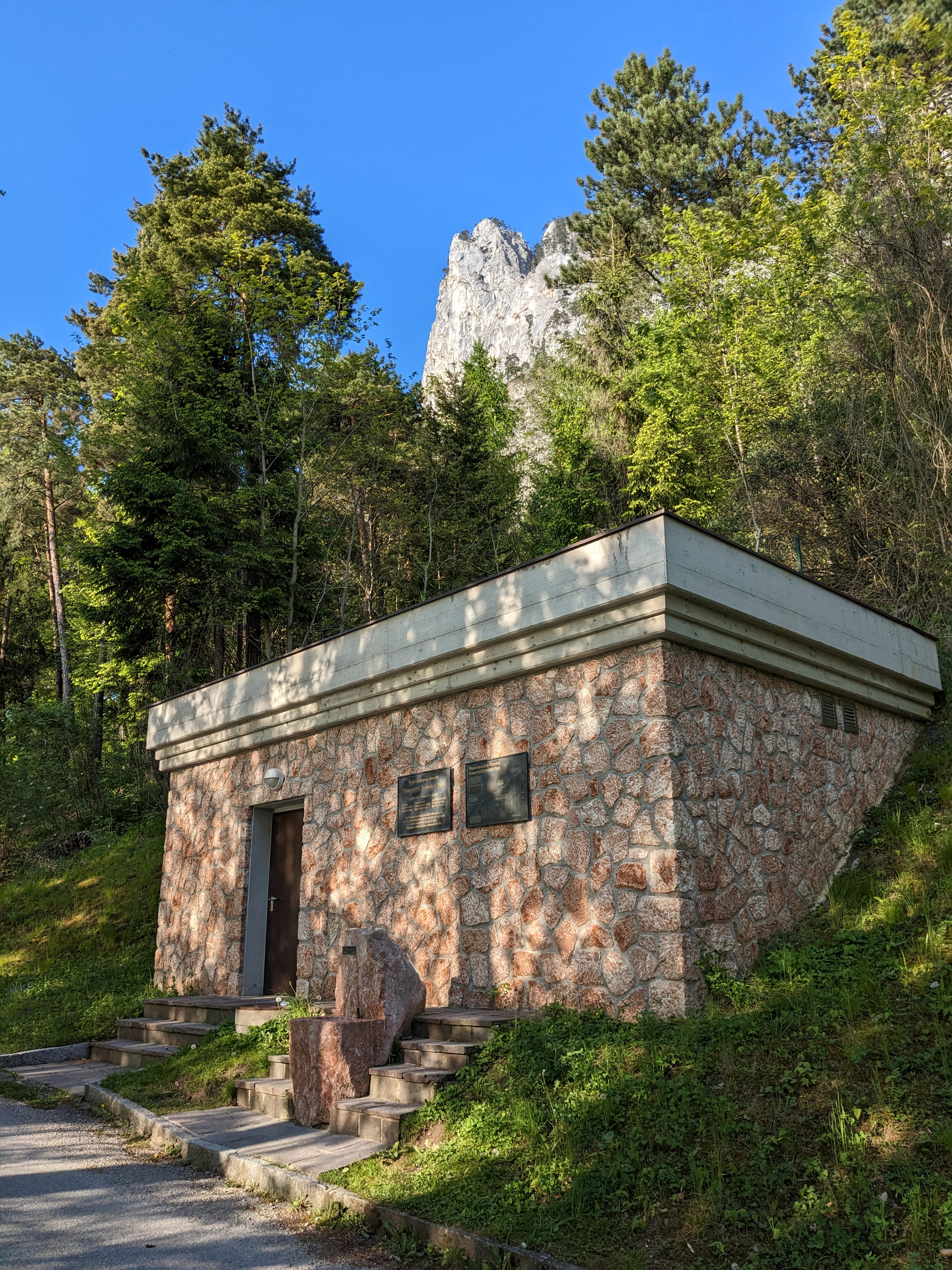
Wasserwerk Traunstein West

Der tiefgründig verkarstete Wettersteinkalk des Traunsteins entwässert unterirdisch. So befinden sich am Plateau keine Seen oder Bäche und nur sehr wenige Quellen wie das Bründl am Mairalmsteig in der Südflanke. Der Kalk liegt relativ flach über den Gesteinen des Helvetikums und der Flyschzone auf. Da diese unterlagernden Zonen das Grundwasser im Vergleich zu den porösen, von Störungen und Küften durchzogenen Kalken und Dolomiten stauen, kann sich am Traunstein durch Niederschläge einsickerndes Wasser als Grundwasserkörper erhalten, der dem Traunsee nach Westen und Süden zuströmt. Der Porenaquifer wird durch das Wasserwerk Traunstein West der Gemeinde Gmunden am Fuße des Traunsteins im Bereich der sogenannten Weiß-Riesen erschlossen. Drei zwischen 90 und 96 m tiefe Brunnen mit einer Förderleistung von je 27 l/s fassen dort das Grundwasser. Vom Pumphaus wird es über eine seit 1999 in Betrieb befindliche 8,6 km lange Rohrleitung durch den Traunsee zum Verteiler in Gmunden gepumpt. Tritiumuntersuchungen zufolge weist das Wasser eine mittlere Verweilzeit von 5 bis 10 Jahren im Berg auf.

### Karst
Teile des Traunsteins sind verkarstet. Art und Intensität der Verkarstung hängen hierbei stark von der Höhenlage und der Gesteinsart ab. Wettersteinkalk neigt stärker zur Verkarstung als der Hauptdolomit. Am Gipfelplateau befindet sich ein von Vegetation bedeckter Karst (Grüner Karst), wo sich zwei markante Dolinen befinden. Die größere, trichterförmige Doline befindet sich unterhalb des Gipfels. Die kleinere, schüsselförmige Doline liegt unterhalb des Traunsteinhauses.

### Höhlen
Der zumeist steilstehende und gut verkarstungsfähige Wettersteinkalk bietet im Zusammenwirken mit dem übrigen Trennflächengefüge günstige Voraussetzungen für die Höhlenbildung. Mit Stand 2023 sind in der Katastergruppe 1619 (Traunstein) des Österreichischen Höhlenverzeichnisses 6 Höhlen verzeichnet.
| Name              | Kat.-Nr. | Vermessungslänge [m] | Vertikalerstreckung [m] |
| ----------------- | -------- | -------------------- | ----------------------- |
| Traunsteinschacht | 1619/1   | 28                   | 28                      |
| Bärenhöhle        | 1619/2   | 11                   | 0                       |
| Gamshöhle         | 1619/3   | 12                   | 0                       |
| Mairalmkapelle    | 1619/4   | 8                    | 3,5                     |
| Trapez-Bärenhöhle | 1619/5   | 27                   | 6                       |
| Portalhöhle       | 1619/6   | 57                   | 6                       |

## Böden
Das anstehende Gestein bestimmt den größten Anteil der Böden am Traunstein. Dort befinden sich Rendzinen in all ihren Entwicklungsstufen und Felsbraunerden. Entkalkte Hanggleye entstanden durch den Einfluss von Hangwasser. Auf den in der Würmkaltzeit geprägten Moränenbereichen bildeten sich seichtgründige Pararendzinen und Lockersedimentbraunerden, darüber hinaus werden größere Flächen von Braunlehm eingenommen. Auf den Schwemmfächern findet man seichtgründige, etwas zur Austrocknung neigende Pararendzinen und Lockersedimentbraunerden.

## Klima

Typische Inversionswetterlage im Herbst über dem Traunsee. Nur der Traunstein ragt aus dem Nebelmeer.

Die Wetterwarte der Zentralanstalt für Meteorologie und Geodynamik in Gmunden (427 m ü. A.) stellt exakte Daten für das nördliche Traunseegebiet zur Verfügung. Die Klimadaten zeigen eine für die Alpenrandlage typische Temperatur- und Niederschlagsverteilung: kühle und niederschlagsreiche Sommer, mit einem Maximum von 25,4 °C bzw. 146 mm im Juni/Juli, und niederschlagsarme Winter, mit einem Temperaturminimum von −0,3 °C im Jänner. Der Jahresniederschlag betrug 1214 mm mit einer Jahresdurchschnittstemperatur von 9,4 °C. Die Niederschläge nehmen mit zunehmender Meereshöhe deutlich zu, die Temperatur nimmt ab. Am Traunsteingipfel bewegen sich die Jahresniederschläge in einer Größenordnung von 1800 bis über 2000 mm und die Jahresdurchschnittstemperatur liegt zwischen 2 und 4 °C. In freien, höher gelegenen Bereichen dominieren West- und Nordwestwinde, die häufig mit Niederschlag einhergehen. Die im Salzkammergut nach Norden verschobenen Berge wirken gegen die von Westen kommenden Fronten wie Barrieren. Dies führt zu häufigen Stauniederschlägen. Durch die feuchten, warmen Luftmassen der umliegenden Seen kommt es im Herbst und Winter häufig zu stabilen Inversionswetterlagen. In höheren Lagen ist dadurch eine wesentlich längere Sonnenscheindauer festzustellen. Die dem Traunsee zugewandten Hänge am Ostufer sind klimatisch begünstigt. Einerseits macht sich dort der durch das Trauntal herbeigeleitete Föhn besonders bemerkbar. Andererseits wirkt die Wassermasse des Sees abschwächend auf Klimaextreme. Dieser Effekt ist nur wenige hundert Meter vom Seeufer nachweisbar, verursacht jedoch eine Reduktion der Frosttage um 19 % im Vergleich zur weiteren Umgebung.
|                        | Jan  | Feb  | Mär  | Apr  | Mai  | Jun  | Jul  | Aug  | Sep  | Okt  | Nov  | Dez  |   |      |
| Mittl. Temperatur (°C) | −0,3 | 0,6  | 4,5  | 9,1  | 14,2 | 17,2 | 19,4 | 18,8 | 14,3 | 9,4  | 4,0  | 0,7  | ⌀ | 9,4  |
| Mittl. Tagesmax. (°C)  | 3,0  | 4,7  | 9,5  | 15,1 | 20,3 | 22,8 | 25,4 | 24,7 | 19,7 | 14,2 | 7,3  | 3,6  | ⌀ | 14,2 |
| Mittl. Tagesmin. (°C)  | −2,9 | −2,2 | 1,0  | 4,6  | 9,2  | 12,4 | 14,6 | 14,3 | 10,8 | 6,3  | 1,5  | −1,7 | ⌀ | 5,7  |
|                        |      |      |      |      |      |      |      |      |      |      |      |      |   |      |
| Niederschlag (mm)      | 74   | 67   | 102  | 82   | 112  | 146  | 140  | 147  | 108  | 74   | 79   | 83   | Σ | 1214 |
|                        |      |      |      |      |      |      |      |      |      |      |      |      |   |      |
| Luftfeuchtigkeit (%)   | 78,4 | 71,4 | 65,0 | 59,4 | 58,0 | 60,8 | 58,8 | 60,1 | 65,4 | 71,3 | 79,1 | 81,7 | ⌀ | 67,4 |

| −2,9 |

| −2,2 |

| 1,0 |

| 4,6 |

| 9,2 |

| 12,4 |

| 14,6 |

| 14,3 |

| 10,8 |

| 6,3 |

| 1,5 |

| −1,7 |

| −2,9 |

| −2,2 |

| 1,0 |

| 4,6 |

| 9,2 |

| 12,4 |

| 14,6 |

| 14,3 |

| 10,8 |

| 6,3 |

| 1,5 |

| −1,7 |

| N i e d e r s c h l a g | 74  | 67  | 102 | 82  | 112 | 146 | 140 | 147 | 108 | 74  | 79  | 83  |
|                         | Jan | Feb | Mär | Apr | Mai | Jun | Jul | Aug | Sep | Okt | Nov | Dez |

## Flora und Vegetation

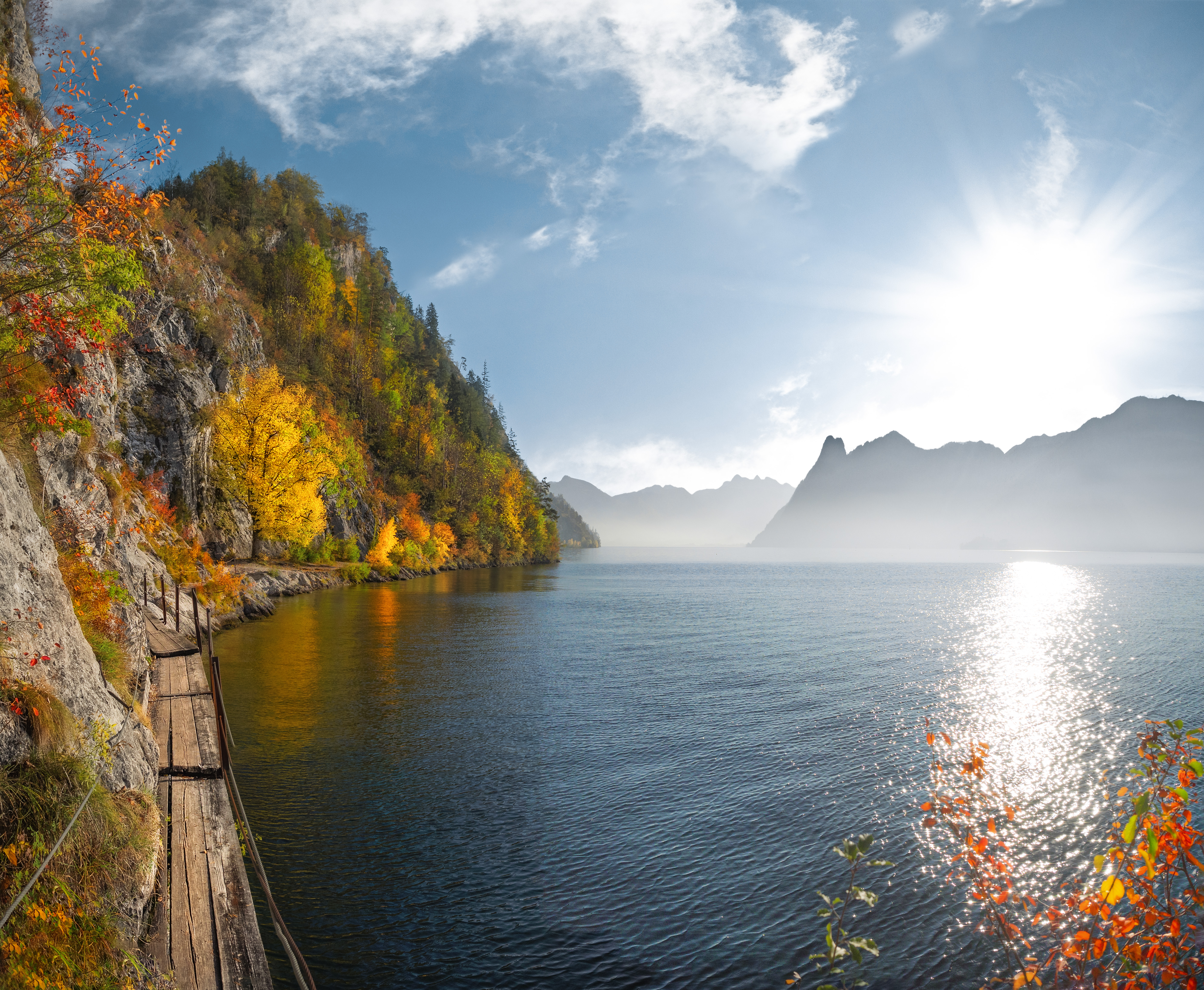
Entlang des Mieswegs am Westfuß gedeiht eine artenreiche Vegetation aus alpinen und wärmeliebenden Arten

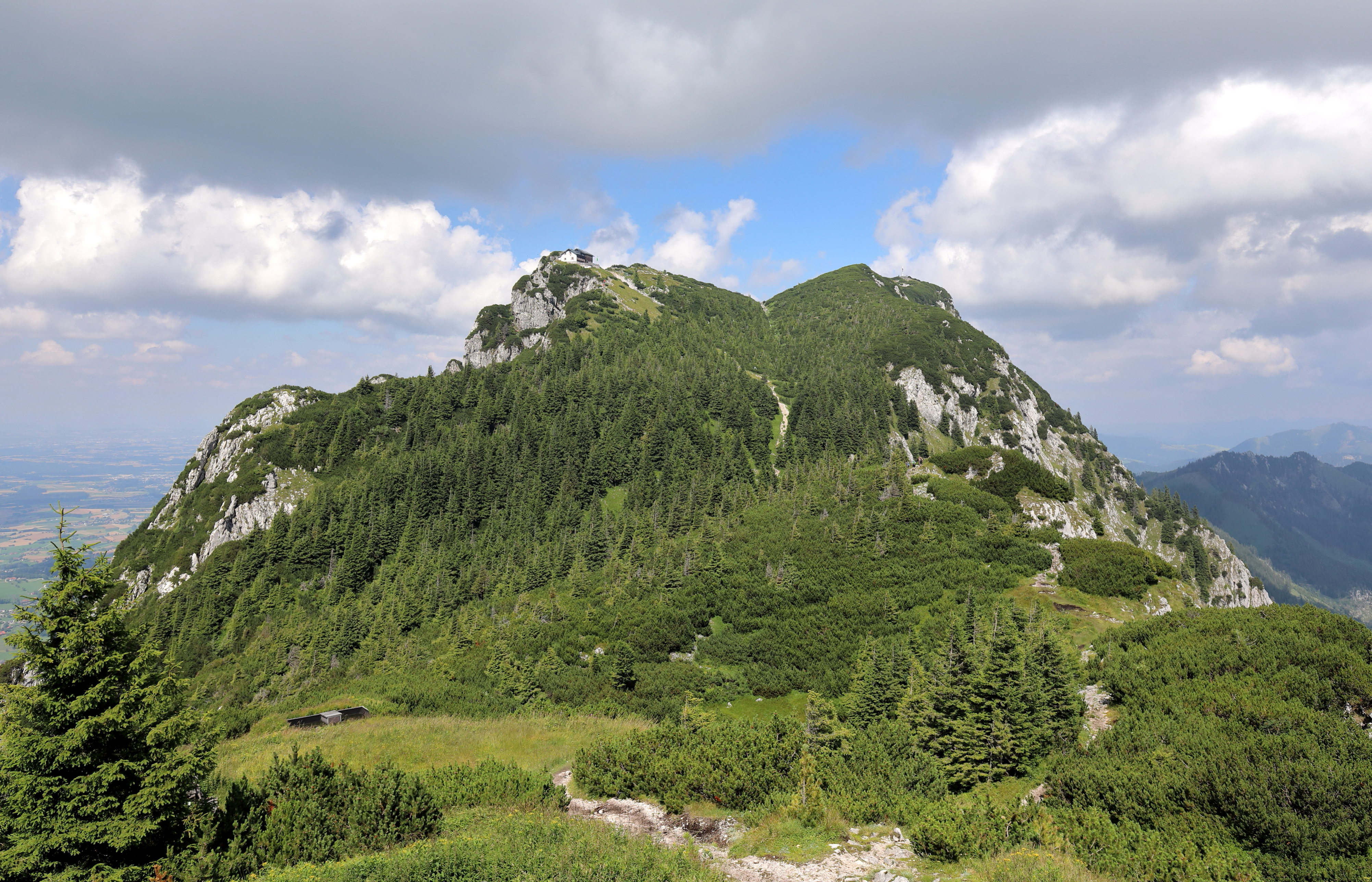
Gipfelplateau mit subalpinem Fichtenwald und Bergkiefer. Links der Fahnenkogel mit der Gmundner Hütte und rechts der Pyramidenkogel mit dem Gipfelkreuz

Aufgrund der großen Höhenunterschiede zwischen der Tallage und den Gipfelregionen bildet sich in jeder Höhenstufe eine entsprechende Vegetation. Am klimatisch begünstigten Westfuß kommen wärmeliebende und alpine Pflanzenarten nebeneinander vor. Dort befinden sich Sommerlinden-(Winterlinden)-Eibenbestände mit einer artenreichen Strauchschicht, in denen wärmeliebende Arten wie Pimpernuss (Staphylea pinnata), Breitblättriges Pfaffenhütchen (Euonymus latifolius), Gewöhnliche Felsenbirne (Amelanchier ovalis) und Strauchkronwicke (Hippocrepis emerus) gedeihen. Auf den flachgründigsten Standorten am Ostufer wachsen Schneeheide-Föhrenwälder (Erico-Pinetum). Neben den Charakterarten dieser Pflanzengesellschaft gibt es dort auch alpine Arten wie Felsen-Fingerkraut (Potentilla caulescens), Silberwurz (Dryas octopetala) und Berg-Laserkraut (Laserpitium siler). Am Nordwestfuß, in der Kaltenbachwildnis, wächst auf Dolomitschutt das Traunsee-Labkraut (Galium truniacum).
Die für tiefergründige Böden typischen, von der Rotbuche (Fagus sylvatica) dominierten Mischwälder sind am Fuß des Traunsteins auf einen bemerkenswert schmalen Gürtel beschränkt. Schon auf geringen Höhen werden sie aus Mangel an geeigneten tiefgründigeren Standorten von Nadelbäumen oder Felsfluren abgelöst. Am Aufstieg vom Lainaubach ist dies bereits in 850 m ü. A. der Fall. Flächenmäßig viel bedeutender sind sie am nördlich angrenzenden Grünberg.
Am Westfuß der Traunsteins befindet sich ein Fichten-(Föhren-)Wald mit auffällig vielen Eiben. Bereits in tiefer Lage (etwa 670 m ü. A.) wächst die Bergkiefer (Pinus mugo) und auch die Europäische Lärche (Larix decidua) wird häufiger. In der Folge wechseln felsdurchsetzte Partien und Rotföhren- oder Fichtenwälder einander ab. Von den Laubbäumen steigen insbesondere Bergahorn (Acer pseudoplatanus) und Eberesche (Sorbus aucuparia) in größere Höhen. Ein besonders urwüchsiger, alter Föhrenbestand befindet sich in etwa 1000 m ü. A. am Südwestgrat, wo der Naturfreundesteig verläuft. Dort befinden sich überaus locker stehende, von Wind und Wetter gezeichnete, teilweise auch abgestorbene Bäume. Das Gipfelplateau bedeckt ein subalpiner Fichtenwald mit Bergkiefer, wobei nur Letztere den eigentlichen Gipfel erreichen. Am Nordost-Fuß des Traunsteins liegt der Laudachsee. An seinen Ufern liegen zwei Moorflächen: Ein Latschenhochmoor mit typischer Wölbung und Hochmoorvegetation im Süden sowie ein Verlandungsmoor im Nordosten. Letzteres zeigt eine vegetationskundliche Zweiteilung in einen mineralwasserbeeinflußten Teil mit Arten der Kalkflachmoore und eine viel stärker versauerte, bereits hochmoorartige Fläche.
Insgesamt wurden im Gebiet 343 Gefäßpflanzenarten (Tracheophyta) nachgewiesen, unter anderem viele Pflanzenarten, die in den nördlichen Kalkalpen typisch sind. Folgende bemerkenswerte Arten seien erwähnt:
- Alpen-Steintäschel (Aethionema saxatile), in Oberösterreich nur am Traunstein. Die Art ist sonst in den sommertrockenen Gebirgen des Südens verbreitet
- Ostalpen-Meier (Asperula neilreichii), Endemit der Nordostalpen
- Silber-Raugras (Achnatherum calamagrostis), Die Art ist sonst in den sommertrockenen Gebirgen des Südens verbreitet
- Bursers Steinbrech (Saxifraga burseriana), in Oberösterreich selten

Am Traunstein wurden insgesamt 352 Moostaxa festgestellt (87 Lebermoose, 265 Laubmoose). Davon sind 72 Arten in Roten Listen als gefährdet aufgenommen worden. Am Fuß des Hans-Hernler-Steigs wächst als Besonderheit zwischen 690 m ü. A. und 800 m ü. A. auf nahezu senkrechten Dolomitwänden Grimmia orbicularis, eine wärmeliebende, submediterrane Art, die in Oberösterreich nur vom Traunstein bekannt ist und dort ausschließlich auf trockenem Kalk- und Dolomitgestein wächst.

## Fauna

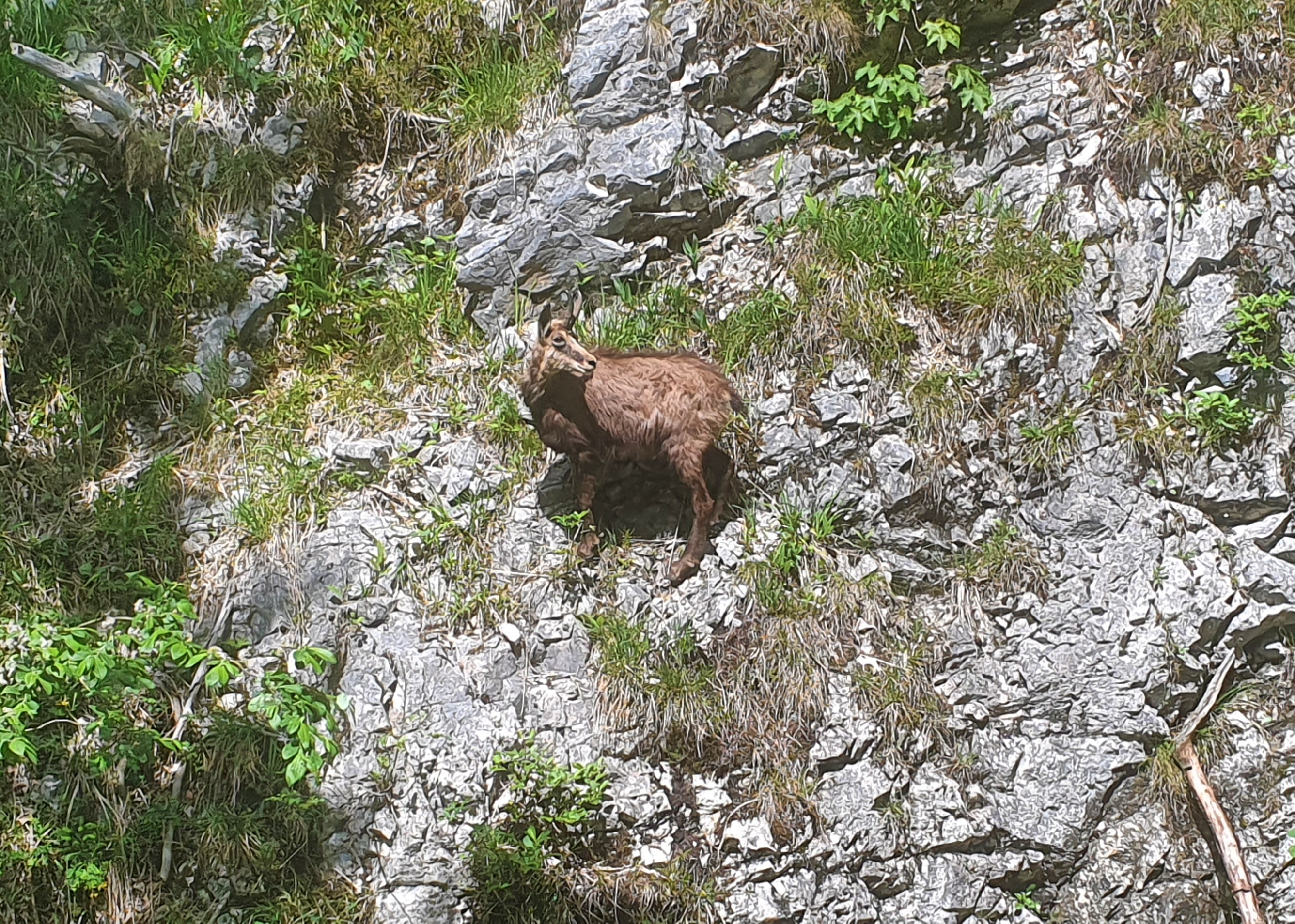
Gämse (Rupicapra rupicapra) in der Südflanke

Das Traunsteingebiet ist reich an Wildarten. Besonders die felsigen Bereiche sind für Gämsen (Rupicapra rupicapra) ein Rückzugsgebiet; die Tiere treten in hoher Dichte auf. Am Fuß des Traunsteins und in den umliegenden Wäldern finden Rehe (Capreolus capreolus) gute Lebensbedingungen, wenn auch in geringerer Dichte. Während der Sommermonate sind die Tiere auch in höhergelegenen Bereichen anzutreffen. Rothirsche (Cervus elaphus) leben in den Wäldern südlich und östlich des Traunsteins.
Alpensalamander (Salamandra atra) und Bergmolch (Ichthyosaura alpestris) sind im Gebiet verbreitet. In den tieferen Lagen kommt auch der Feuersalamander (Salamandra salamandra) vor. Die Gelbbauchunke (Bombina variegata) ist weit verbreitet. Auch die Erdkröte (Bufo bufo) und der Grasfrosch (Rana temporaria) steigen mit größeren Beständen bis zur Waldgrenze. Besonders zur Laichzeit sind die Tiere häufig am noch teilweise zugefrorenen Laudachsee zu beobachten. Von den Reptilienarten ist die Bergeidechse (Zootoca vivipara) am häufigsten vertreten, aber auch die Blindschleiche (Anguis fragilis) ist bis in die hochmontane Zone weiter verbreitet. Die Kreuzotter (Vipera berus) kommt im Gebiet vor und ist an den sonnigen Felswänden häufig zu beobachten.

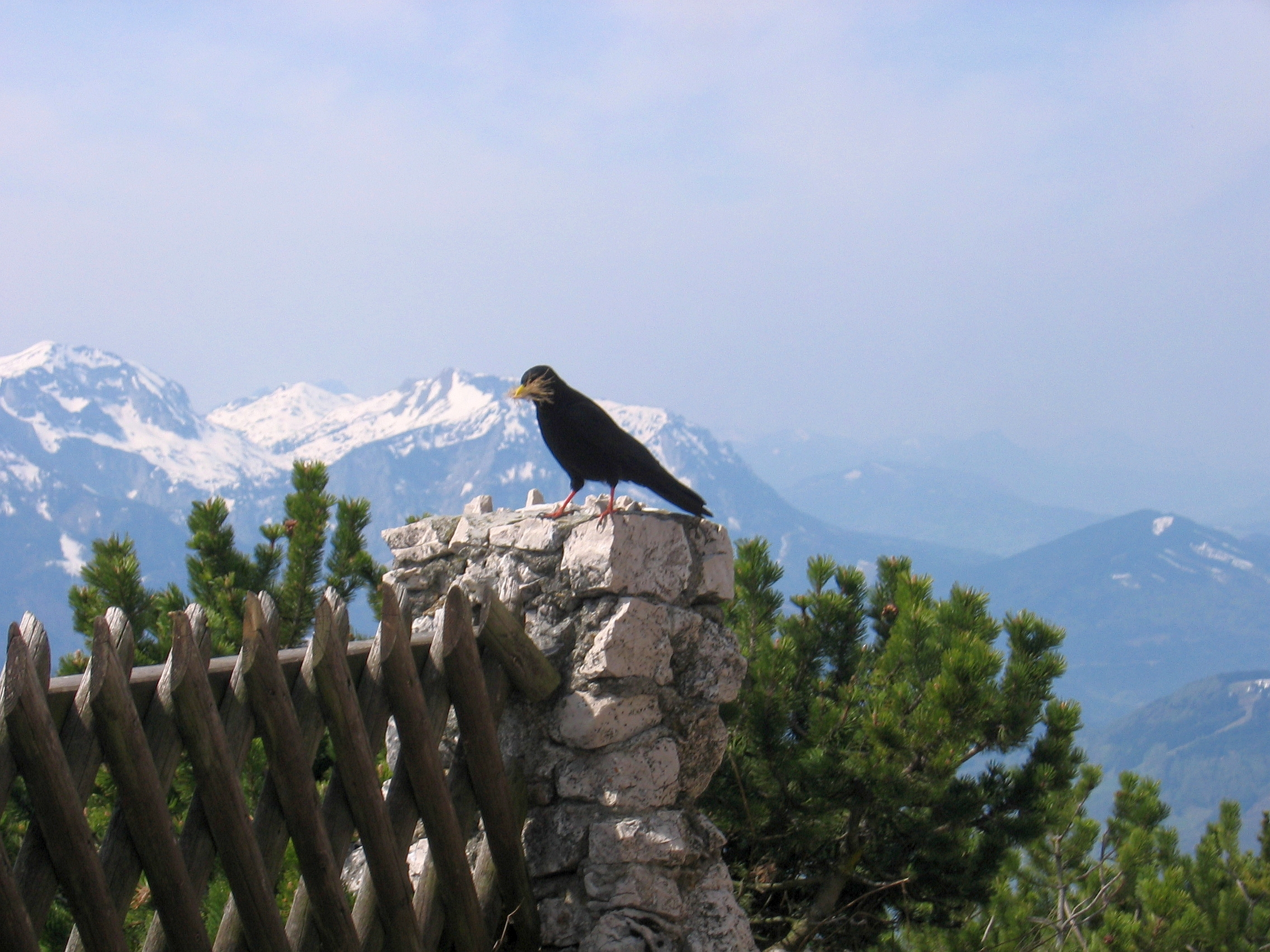
Alpendohle (Pyrrhocorax graculus) mit Nistmaterial im Schnabel, Traunsteinhaus

Alpendohlen (Pyrrhocorax graculus) und Kolkraben (Corvus corax) sind häufig anzutreffen. Der Traunstein bietet gute Standortbedingungen für felsbrütende Vogelarten. Nachgewiesen sind folgende seltene Arten: Wanderfalke (Falco peregrinus), Zippammer (Emberiza cia), die in Oberösterreich nur dort vorkommt, Felsenschwalbe (Ptyonoprogne rupestris) und Mauerläufer (Tichodroma muraria). Der Steinadler (Aquila chrysaetos) horstet zwar nicht am Traunstein, die Tiere kommen bei ihren Streifzügen jedoch dort regelmäßig vorbei.
In der Kaltenbachwildnis brütete bis zum Ende des 19. Jahrhunderts der Fischadler (Pandion haliaetus), der in den höchsten Wipfeln schirmförmiger Rotföhren seine Horste errichtete, von denen sechs bekannt waren. Vom k. u. k. Forstpersonal wurden die Vögel jedoch als Fischräuber betrachtet und gejagt. Bei der Erstbesteigung des Adlerhorsts, eines markanten Felsturms, wurden 1882 sämtliche Horste mit den Jungen in die Tiefe gestürzt. In den darauffolgenden Jahren wurden auch die restlichen Nester zerstört. Wenige Jahre später war der Fischadler vom Traunstein verschwunden.
Der Bunte Alpengrashüpfer (Stenobothrus rubicundulus) wurde in Oberösterreich bis heute nur am Traunstein beobachtet.

## Naturschutz

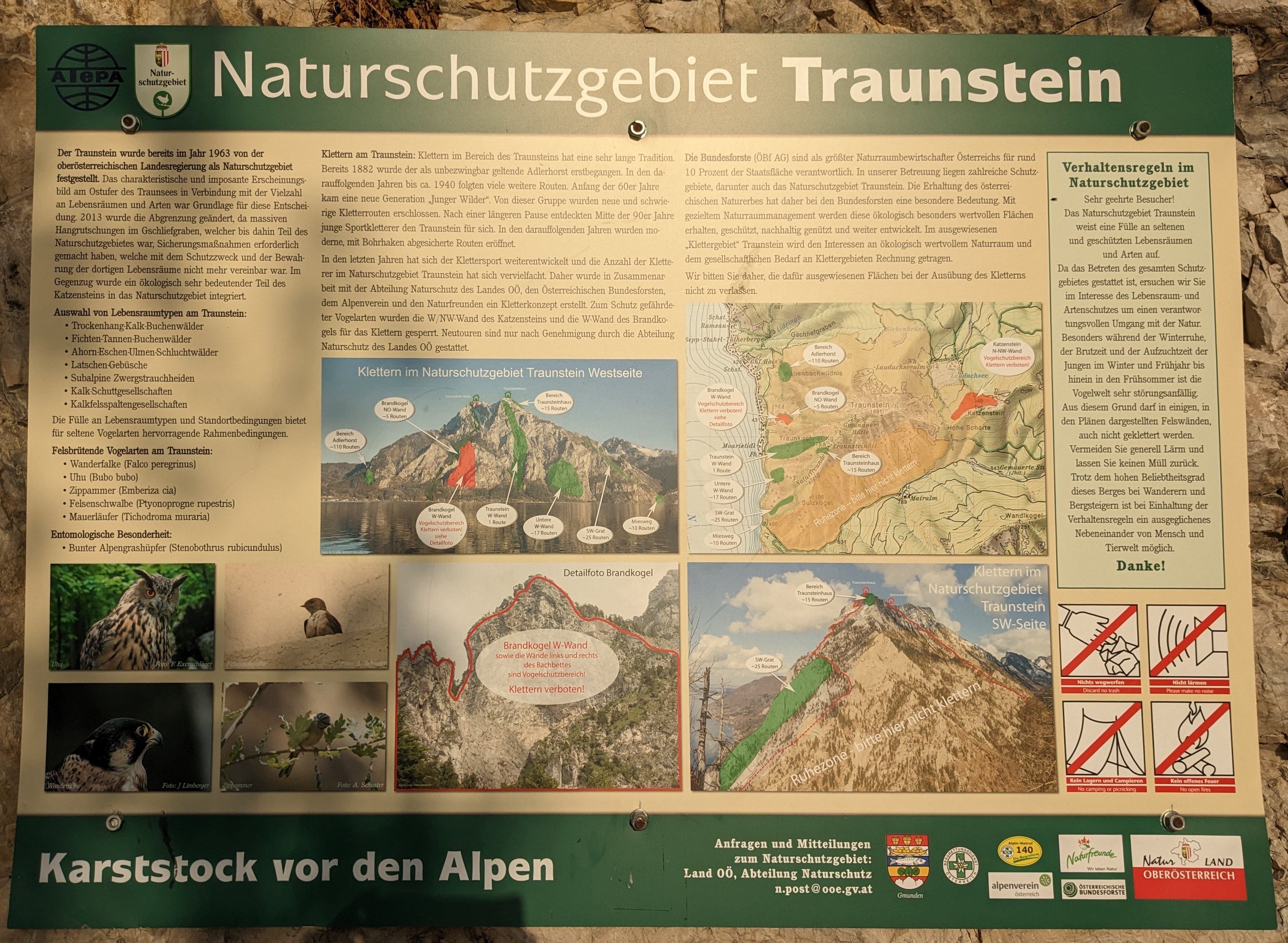
Infotafel zum Naturschutzgebiet Traunstein

Der Berg bietet mit seinen unverbauten Felswänden mit angrenzenden bewaldeten Steilhängen Lebensräume für viele Tier- und Pflanzenarten. Der Großteil des Traunsteins steht unter Naturschutz. Ein erstes Naturschutzgebiet wurde 1963 verordnet und der Traunstein zählt somit zu den ältesten Naturschutzgebieten in Oberösterreich. Aufgrund der Massenbewegungen im Gschliefgraben in den Jahren 2007/2008 konnte der Schutzzweck in diesem nördlichen Teil des Schutzgebietes nicht mehr gewährleistet werden. Die Sicherungsmaßnahmen zur Abwehr der Gefahren für Sachgüter, aber auch zum Schutz der Menschen, waren sehr umfassend. Um den flächenmäßigen Verlust im Bereich des Gschliefgrabens zu kompensieren, wurde mit den Österreichischen Bundesforsten als Grundeigentümer eine Ausweitung des Naturschutzgebietes hin zum benachbarten Katzenstein vereinbart. Diese Erweiterungsfläche grenzt nun an das Naturschutzgebiet Laudachsee und Laudachmoore (n095), das 26 Hektar groß ist. Zentrale Schutzgüter sind neben den verschiedenen Waldgesellschaften die subalpinen Zwergstrauchheiden, Kalk-Schuttgesellschaften, Kalkfelsspaltengesellschaften und alpine Rasengesellschaften sowie Kalk-Latschengebüsche. Das Naturschutzgebiet Traunstein (n148) umfasst 792,5 Hektar und reicht von 480 m bis 1691 m ü. A. Aus naturschutzfachlicher Sicht zählt der Berg zur oberösterreichischen Raumeinheit Salzkammergut-Voralpen.
Zum Schutz gefährdeter Vogelarten wurde die Westwand des Brandkogels für das Klettern gesperrt. Neutouren sind nur nach Genehmigung durch die Abteilung Naturschutz des Landes Oberösterreich gestattet. Die gesamte Südflanke ist als Ruhezone ausgewiesen. Dort sollte nicht geklettert werden.

## Bergsport

### Wandern und Bergsteigen

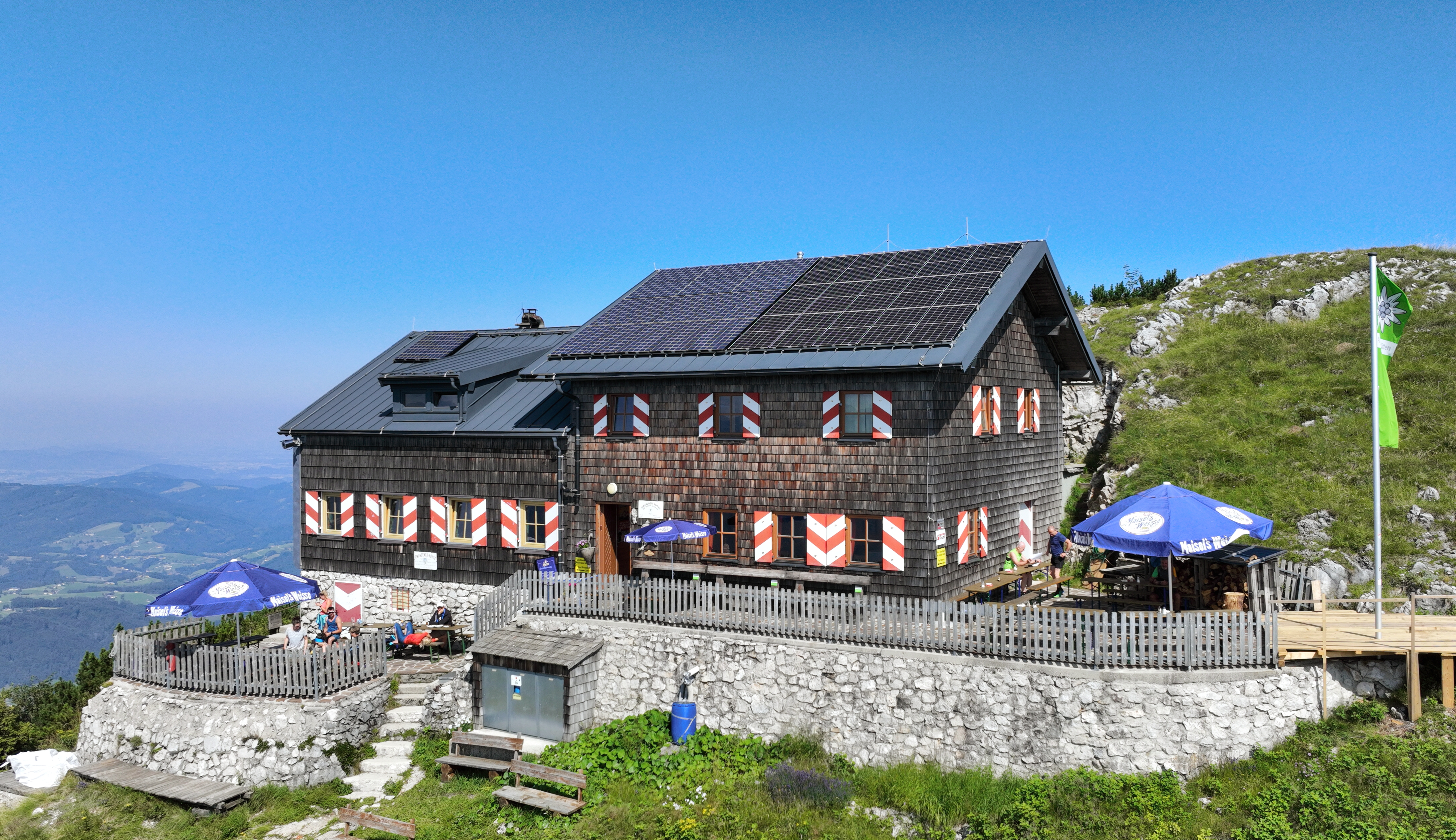
Die Gmundner Hütte, 2022

Über die Geschichte der Besteigung des Traunsteins ist wenig bekannt. Aufgrund seiner geringen Höhe spielt er in der Alpingeschichte Österreichs eine untergeordnete Rolle. Keine Chronik berichtet davon, wer den Traunstein zum ersten Mal bestiegen hat, aber es kann angenommen werden, dass es ein einheimischer Jäger war, der über die Südflanke vom Lainautal kommend den Gipfel erreichte. Kaiser Maximilian I. besuchte zur Jagd wiederholt den Traunstein. Ob er am 14. November 1506 den Traunsteingipfel bestiegen hat, wie einige Chronisten berichten, ist ungeklärt. Eine ausführliche Beschreibung einer Besteigung stammt vom Dichter Nikolaus Lenau, der den Traunstein am 7. Juli 1831 zusammen mit dem einheimischen Gamsjäger Hansgirgl und dessen Schwester Nani bestiegen hat. In den darauffolgenden Jahren mehren sich die Berichte über Traunsteinbesteigungen. Aus der Vielzahl von Besuchern seien die Besteigungen von Erzherzog Maximilian Joseph von Österreich-Este am 2. August 1837 und der Besuch durch die Erzherzogin Elisabeth Franziska Maria von Österreich am 3. Juli 1852 erwähnt, da sie durch zwei auf dem Fahnenkogel angebrachten Erinnerungstafeln verewigt wurden. Die Erschließung des Traunsteins für den Tourismus begann 1885 mit dem Ausbau der Mairalm als Talstützpunkt mit Schlafstellen für Besteigungen. Zu dieser Zeit verzögerte sich eine weitere Erschließung durch die Behörden der Forstverwaltung und der zuständigen Ministerien. Noch um das Jahr 1910 musste jeder, der den Traunstein besteigen wollte, bei der k. u. k. Hofjagdleitung Gmunden um eine Bewilligung ansuchen. 1905 wurde der Hernler-Steig und 1907 die Gmundner Hütte des Alpenvereins errichtet. 1925 wurde mit dem Bau des Traunsteinhauses der Naturfreunde begonnen, das 1927 eröffnet wurde. 1929 wurde der Naturfreundesteig errichtet.
Der Gmundner Hausberg ist durch seine leichte Erreichbarkeit, anspruchsvollen Bergtouren und schöne Aussicht eines der beliebtesten Bergziele in Oberösterreich. Mit rund 20.000 Besuchern pro Jahr zählt der Traunstein zu den meistbestiegenen Berggipfeln im oberösterreichischen Salzkammergut.

#### Markierte und gewartete Wege

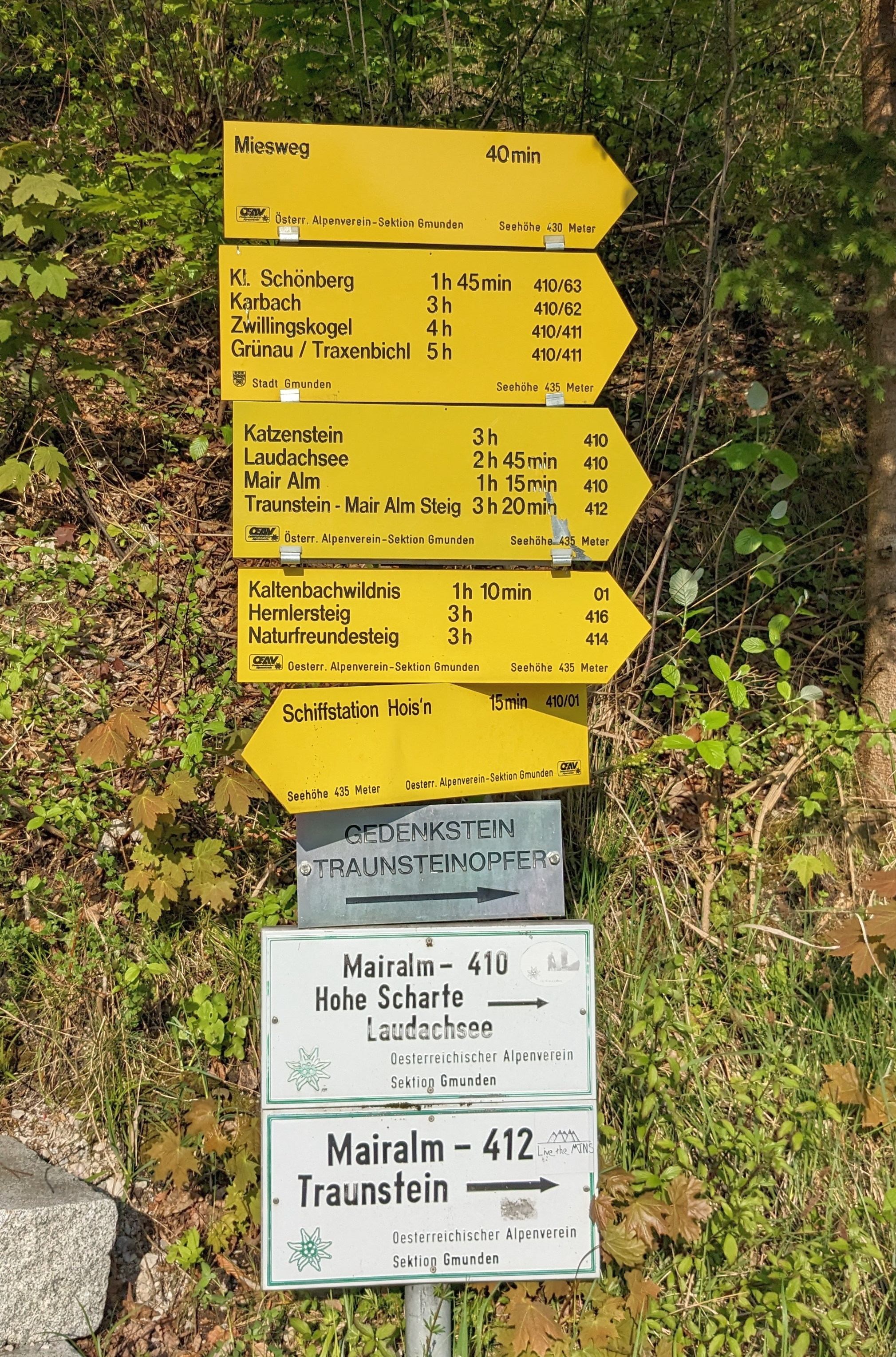
Beschilderung am Umkehrplatz am Ende der Traunsteinstraße

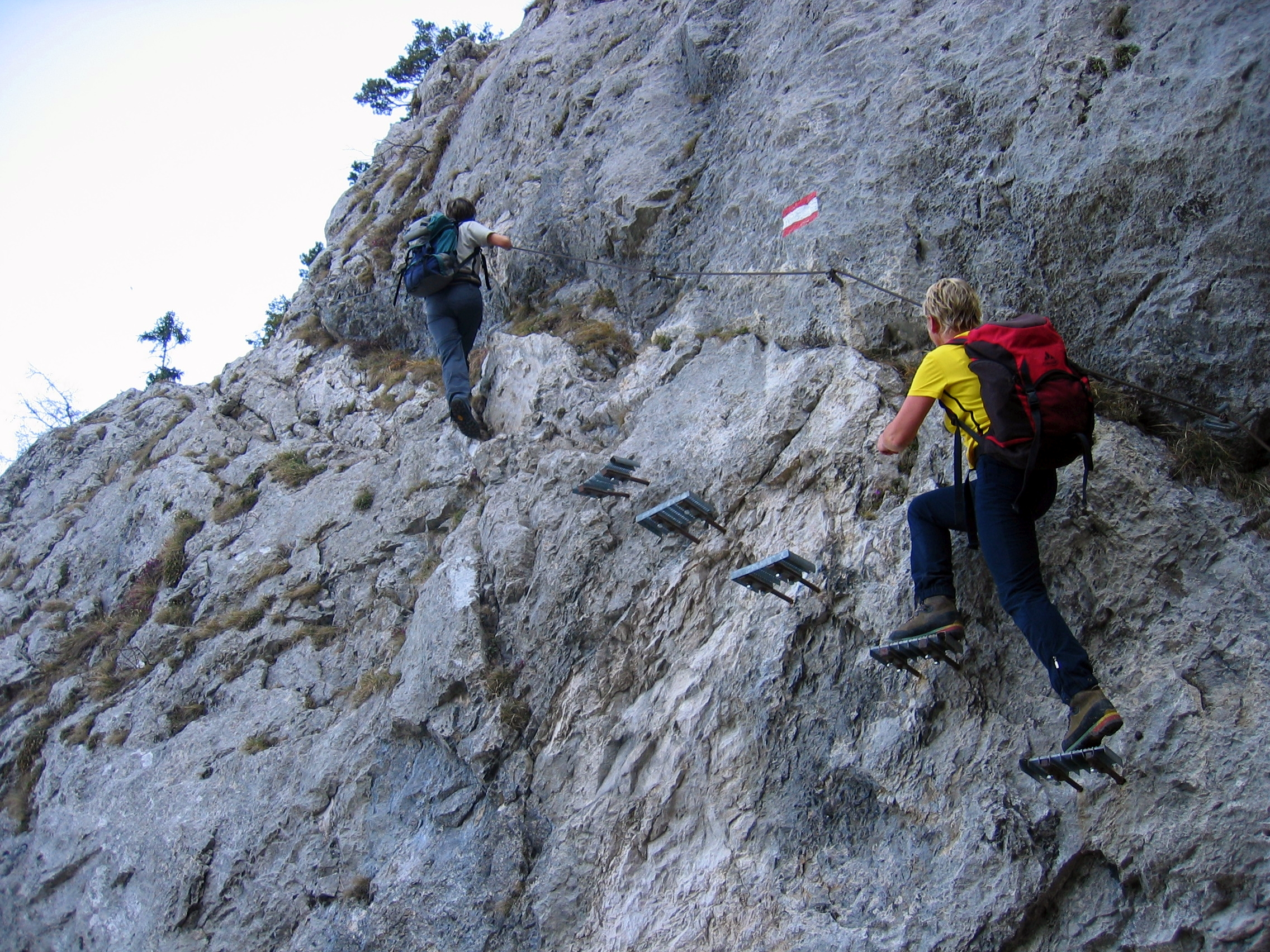
Der Naturfreundesteig hat Klettersteigstellen im Schwierigkeitsgrad A/B

Das markierte und beschilderte Wegenetz am Traunstein wird vom Österreichischen Alpenverein und von den Naturfreunden gewartet. Anstiege auf das Plateau gibt es an der West-, Südwest- und Südseite. Die drei Steige sind:
- Weg 412 vom Kaisertisch über die Kette (Mairalmsteig): Der älteste und leichteste Weg auf das Gipfelplateau verläuft vom Lainautal durch die Südflanke. Dieser Steig wird sehr häufig im Abstieg begangen.
- Weg 414 Naturfreundesteig vom Traunseeufer über den Südwest-Grat auf den Traunkirchnerkogel. Ursprünglich verlief der Weg durch die Westflanke, er wurde wegen hoher Steinschlaggefahr 2001 auf die Südwestseite des Traunsteins verlegt. Der sehr sonnige Anstieg gilt als der landschaftlich schönste Steig, erfordert aber Trittsicherheit und Schwindelfreiheit.
- Weg 416 Hernlersteig vom Traunseeufer durch die Westflanke auf den Fahnenkogel. Er ist nach dem Gmundner Alpinisten Hans Hernler benannt. Der Anstieg ist am Vormittag im Schatten und wird am häufigsten begangen.

Am Fuß des Berges befinden sich ebenfalls mehrere gewartete Wege. Der Weg 410 führt rund um den Traunstein und wird im Bereich der Hohen Scharte als Gassnersteig bezeichnet. Durch die Kaltenbachwildnis führt ein gut ausgebauter Weg. Der Miesweg ist eine der ältesten Weganlagen am Traunstein. Er bestand schon Anfang des 19. Jahrhunderts, verfiel mehrmals und musste immer wieder instand gesetzt werden. Der Steig führt von der „Ansetz“, einer alten Schiffsanlegestelle, abwechselnd hoch über dem Seespiegel, dann wieder knapp über diesen durch die nahezu senkrechte Westwand des Traunsteins. Der Steig war vor dem Bau der Karbach-Forstraße ins Lainautal der einzige Zustieg für Fußgänger. Üblicherweise wurde damals mit dem Schiff zur Lainaustiege übergesetzt.

#### Unmarkierte Wege
Auf das Gipfelplateau führen etliche unmarkierte Anstiege. Die bekanntesten sind:
- Zierlersteig (I-II): Anstieg von der Kaltenbachwildnis über den bewaldeten Zierlerberg und durch die markante Zierlerschlucht zum Ausstieg des Hernlersteigs.[47]
- Ostgrat (I): Der landschaftliche schöne Steig wurde 1910 erstbestiegen und beginnt in der Hohen Scharte zwischen Laudachsee und Mairalm. Besonders im Frühjahr ist der Ostgrat gefährlich, solange in der „Grüne Gasse“, einer grasdurchsetzten Steilrinne, noch Schnee liegt.[48]
- Hochkamp (I): Der Anstieg vom Hochkamprücken oberhalb des Gschliefgrabens führt bis zum oberen Teil des Ostgrates. Er wurde 1881 von Hans Hernler erstbestiegen. Bis zum Zweiten Weltkrieg war der Steig markiert und wurde häufig begangen. Später wurde er auf Veranlassung der Bundesforste aufgelassen.[49]

#### Bergunfälle

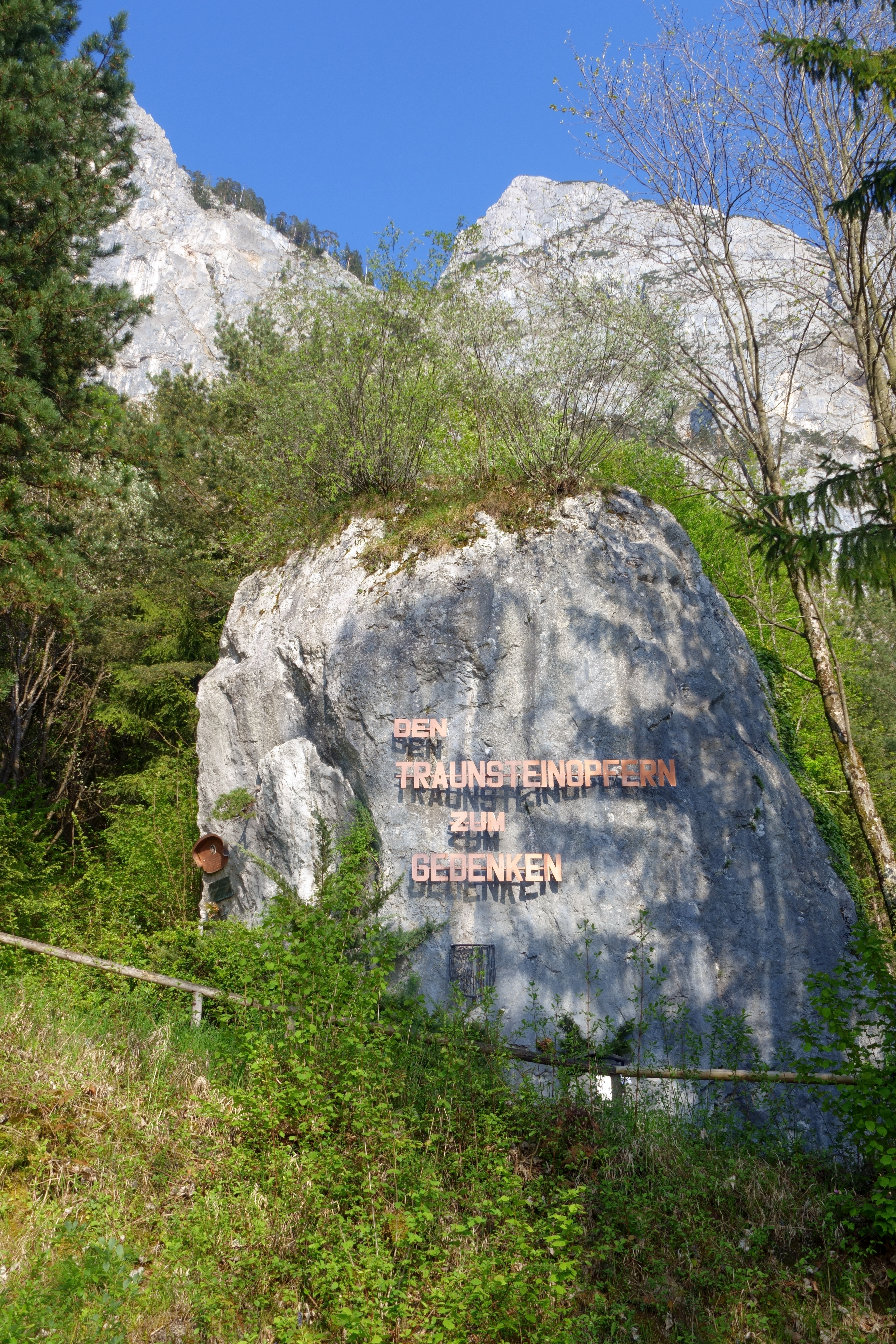
Gedenkstein Traunsteinopfer

Aufgrund der hohen Besucherzahl sind Bergunfälle häufig. Auch wird der Traunstein zu jeder Jahreszeit begangen. Die Steilheit des Geländes bedingt meist große Absturzhöhen und alpinistische Fehler wie Ausrutschen oder Stolpern können schwere oder tödliche Verletzungen zur Folge haben. Winterbegehungen sind anspruchsvoll und erfordern ein hohes Maß an alpiner Erfahrung. Je nach den Verhältnissen sind Pickel und Steigeisen erforderlich. Der Mairalmsteig ist im Sommer der leichteste Zustieg, im Winter jedoch der gefährlichste. Die plattenartigen Felspartien zwischen Kette und Gipfelplateau neigen zu Schneebrett- und Lawinenbildung. Der Hernlersteig ist schneereich und schwierig zu begehen. Besonders der Brand- und der Käserhofergraben sind gefährlich und dort ereigneten sich einige tödliche Unfälle. Seit Beginn der Aufzeichnungen im Jahr 1879 sind 148 Bergsteiger tödlich verunglückt (Stand 2025). Am 15. Dezember 1962 ereignete sich die schlimmste Tragödie des Gmundner Bergrettungsdienstes. Beim Aufstieg zur Weihnachtsfeier löste sich kurz vor dem Ausstieg des Hernlersteigs ein Schneebrett und riss drei Bergretter in den Tod.
Im Juni 1977 wurde am Fuße des Traunsteins an einem großen Felssturzblock eine Gedenkstätte für die am Traunstein Verunglückten eröffnet. Sie ist vom Parkplatz am Ende der Traunsteinstraße in wenigen Schritten zu erreichen. Die Aufschrift „Den Traunstein-Opfern zum Gedenken“ ist von Weitem sichtbar. Namen und Absturzdaten sind in Metalltafeln in Buchform eingraviert. An einer Seite des Felsblocks wurde ein kleiner Altar in Form eines Steinaufbaus errichtet. An der Vorderseite des Altars ist folgender Spruch angebracht:

„Die Berge sind große Lehrmeister. Man kann in ihrem Banne größtes Glück erleben, aber auch Zugrunde gehen.“

Die 2018 in Betrieb genommene Einsatzzentrale der Ortsstelle Gmunden des Österreichischen Bergrettungsdienstes (ÖBRD) befindet sich am Fuß des Traunsteins.
Im Seeschloss Ort befindet sich die Dauerausstellung Mythos Traunstein, bei der die alpinen Unfälle und die Tätigkeit der Gmundner Bergrettung im Mittelpunkt stehen.

### Alpinismus

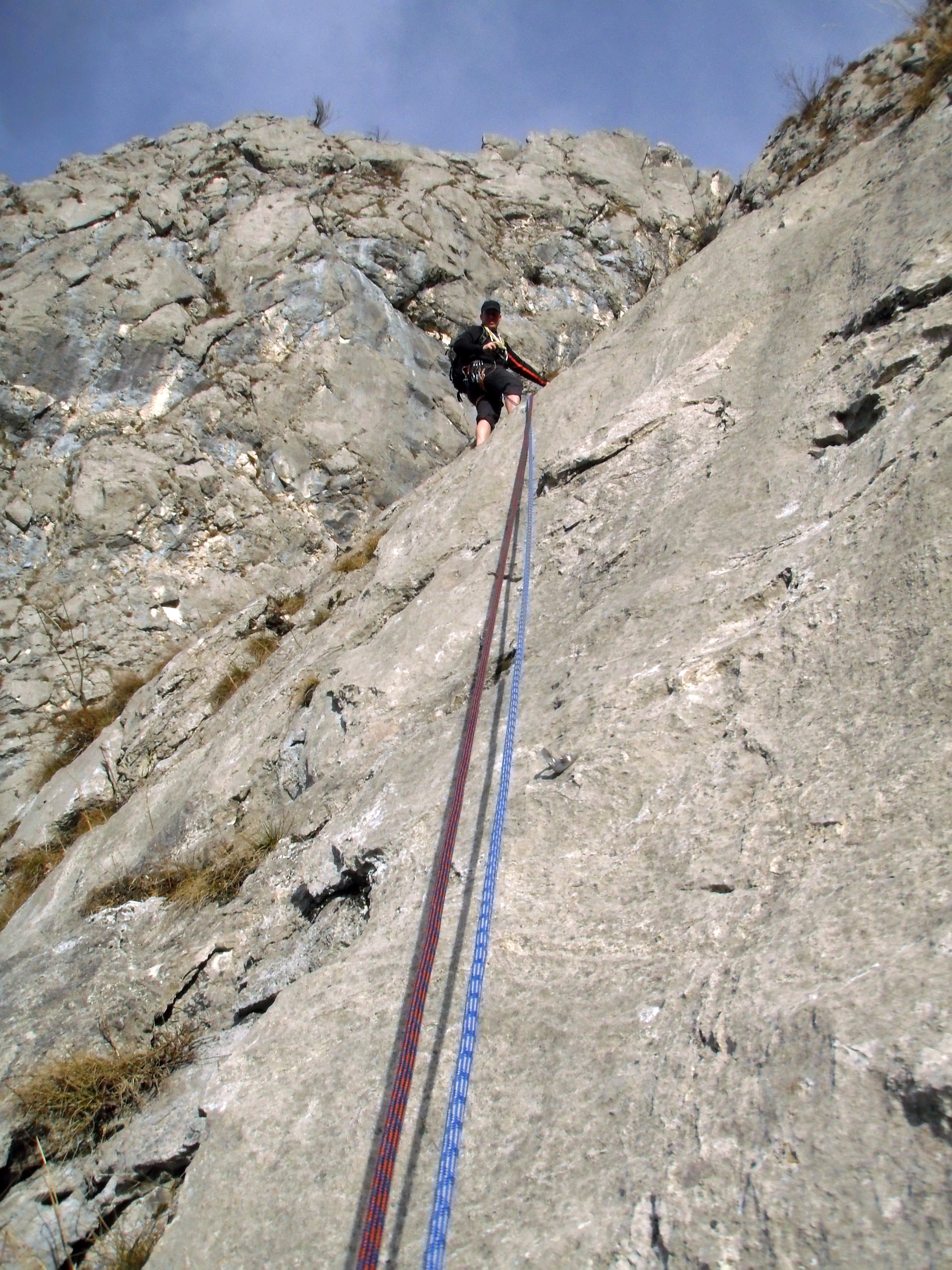
Klettern in der Route Sanduhrenparadies (V)

Zwei Jahre nach der Sektionsgründung schlossen sich einige Gmunder Bergsteiger im Klub „Die wilden Touristen“ zusammen. 1882 gelang den Kletterern dieser Gruppe, Hans Hernler, Karl Fried und Hans Daxner, die Erstbesteigung des Großen Adlerhorstes, der zuvor Beilstein hieß. Sie fanden dort einen Horst eines Fischadlers, der etwa einen Meter im Durchmesser war. Er wurde in die Tiefe gestürzt. Hans Hernler wurde wegen Wildfrevels zu drei Tagen Arrest verurteilt. Er musste sich verpflichten, in Zukunft auf markierten Wegen zu bleiben.
Die eigentliche klettertechnische Erschließung der vielen extrem steilen Wände, Pfeiler und Kamine des Traunsteins fällt in das Jahrzehnt zwischen 1920 und 1930. Eng verbunden mit diesem Zeitabschnitt sind die Namen der Gmundner Kletterer, die zum Teil in Routenbezeichnungen verewigt sind, wie etwa: Mulzet, Leitner, Strobl, Binder, Ortner, Stahrl, Keller, Eglseer. 1921 wurde die Westwand bezwungen, 1924 der Mulzet-Strobl-Kamin, 1925 die Fahnenkogel-Nordwand, 1930 der Pyramidenkogel-Ostgrat und der Mulzet-Leitner-Kamin. Zu den hervorstechendsten Leistungen der weiteren Jahrzehnte zählt vor allem die Durchsteigung der Brandgraben-Nordwand durch F. Ortner und K. Saiwald Im Jahre 1934. Auch weitere Abschnitte der allgemeinen Alpingeschichte, wie die extremen Winterbegehungen und die rein hakentechnischen Klettereien am Traunstein fielen in die Nachkriegszeit.
Anfang der 1960er Jahre kam eine neue Generation von Kletterern an den Traunstein. Von dieser Gruppe wurden neue und schwierige Kletterrouten erschlossen. Nach einer längeren Pause entdeckten Mitte der 1990er Jahre junge Sportkletterer den Traunstein für sich. In den darauffolgenden Jahren wurden moderne, mit Bohrhaken abgesicherte Routen eröffnet. Kletterrouten existieren heute an der Westseite, dort vor allem im Bereich des Adlerhorsts, wo sich über 70 Routen in allen Schwierigkeitsgraden befinden. Die Route „Kaffee und Kuchen“ (VII) durch die Westwand ist eine der längsten Kletterrouten am Traunstein. In 30 Seillängen werden rund 1100 Klettermeter bei einer Wandhöhe von 900 Meter überwunden. Für die Tour benötigt man etwa 10 Stunden Kletterzeit.
Der Traunsee-Klettersteig (Schwierigkeitsgrad D) wurde 2005 errichtet und beginnt am Hernler-Steig, 150 Höhenmeter unterhalb der Gmundner Hütte. Für die Begehung ist eine Klettersteig-Ausrüstung erforderlich.

## Wirtschaft

### Almwirtschaft

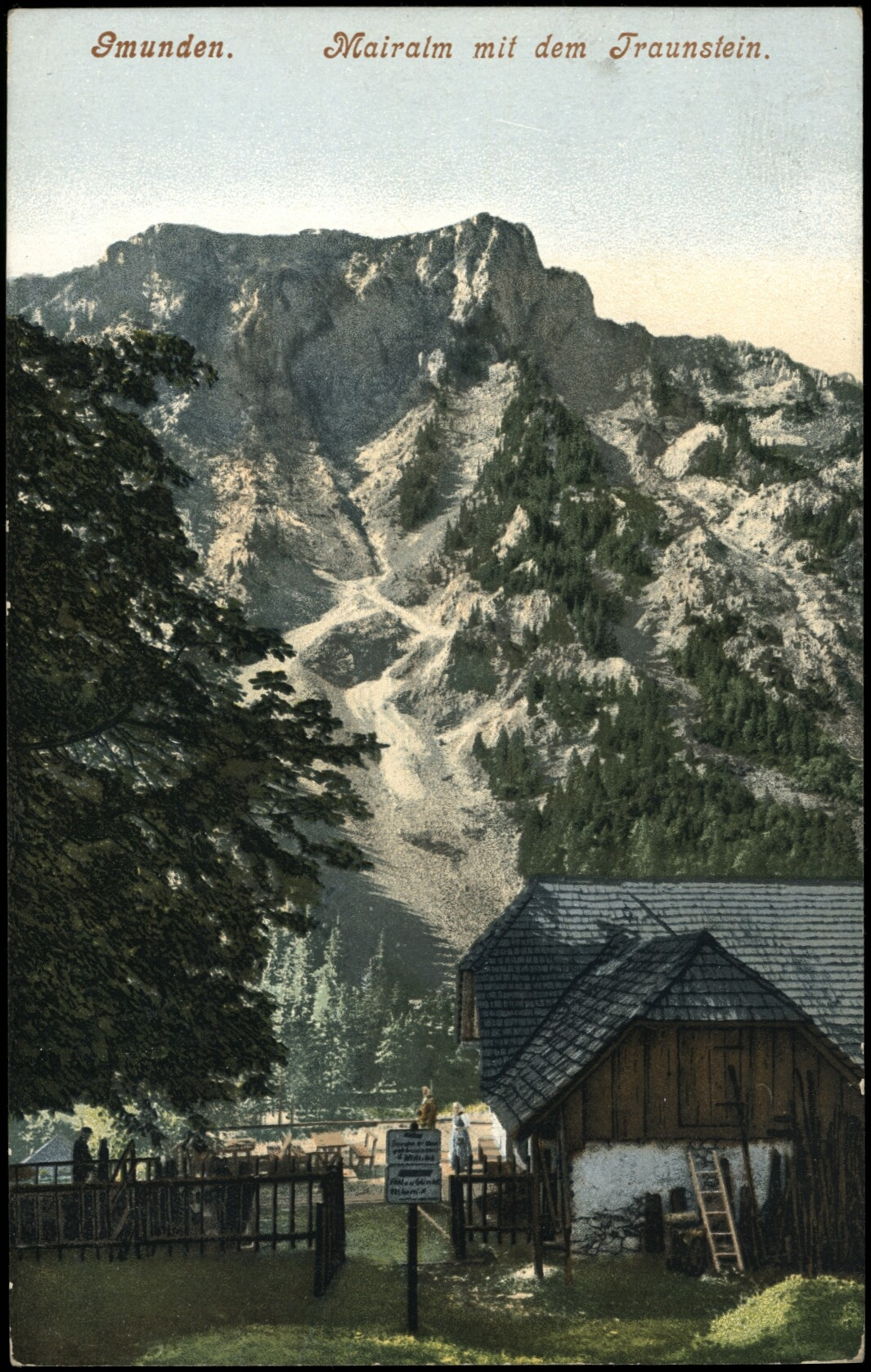
Die Mairalm mit der Südflanke des Traunsteins, 1906

Am Fuß des Traunsteins existierte früher eine spärliche Almwirtschaft. In der Servitutenregulierungserkenntnis der oberösterreichischen Alpen aus dem Jahre 1862 sind im Bereich des Traunsteins zwei Almen angeführt, die Mair- und Laudachseealm.
Die Mairalm verfügte über die Nordhänge vom Hochkogl zum Lainaubachtal, zwischen Hochkogl- und Gsollgraben, im Ausmaß von 312 Hektar. Zum Auftrieb berechtigt waren 13 Rinder. Das Servitut wurde 1890 abgelöst und die Alm aufgelassen. Spätere Viehtriebe konnten nur mit Sondergenehmigung der Forstverwaltung Traunstein durchgeführt werden. Heute ist das Almgebiet aufgeforstet und die Almhütte wurde zu einer Gaststätte umgebaut, die über die Forststraße in das Lainaubachtal leicht erreichbar ist.
Die Laudachseealm, früher Ramsauer Alm genannt, hatte ihre Weideflächen im Kessel zwischen Traunstein und Schrattenstein und verfügte über eine Kulturfläche von rund 197 Hektar. Zuerst im Eigentum eines Besitzers stehend, wurde sie 1869 an Georg V., König von Hannover und Herzog von Cumberland verkauft und ging später in den Besitz der Staatsforste über. Im Jahre 1922 wurde sie im Laufe der Wiederbesiedlung neu reguliert und an zwei Almbeteiligte abgegeben, die berechtigt waren, 25 Rindern aufzutreiben. Die Welfen und auch die Bundesforste hatten zum Zwecke der Jagdwirtschaft bzw. der Forstwirtschaft Interesse an einer Ablöse des Servituts, was im Jahre 1963 geschah. Die gemauerte Almhütte war schon früh ein beliebtes Ausflugsziel und wurde zu einer Gaststätte umgebaut, die heute Ramsauer Alm genannt wird.

### Forstwirtschaft
Der Traunstein ist im Besitz der Österreichischen Bundesforste und wird im Forstbetrieb Gmunden verwaltet. Das Forstrevier Traunstein hat eine Fläche von 760 ha und ist nur zu einem sehr geringen Teil forstlich nutzbar. Die Kahlgesteinsflächen überwiegen mit 450 ha und auch auf den 260 ha Schutzwaldflächen hat die Erhaltung und Verjüngung des Waldes Vorrang vor der Holznutzung. Nur 50 ha sind mit Wirtschaftswald bestockt. Die wichtigsten Baumarten im Forstrevier Traunstein sind die Fichte mit etwa 60 % und die Buche mit 28 %.

### Jagd

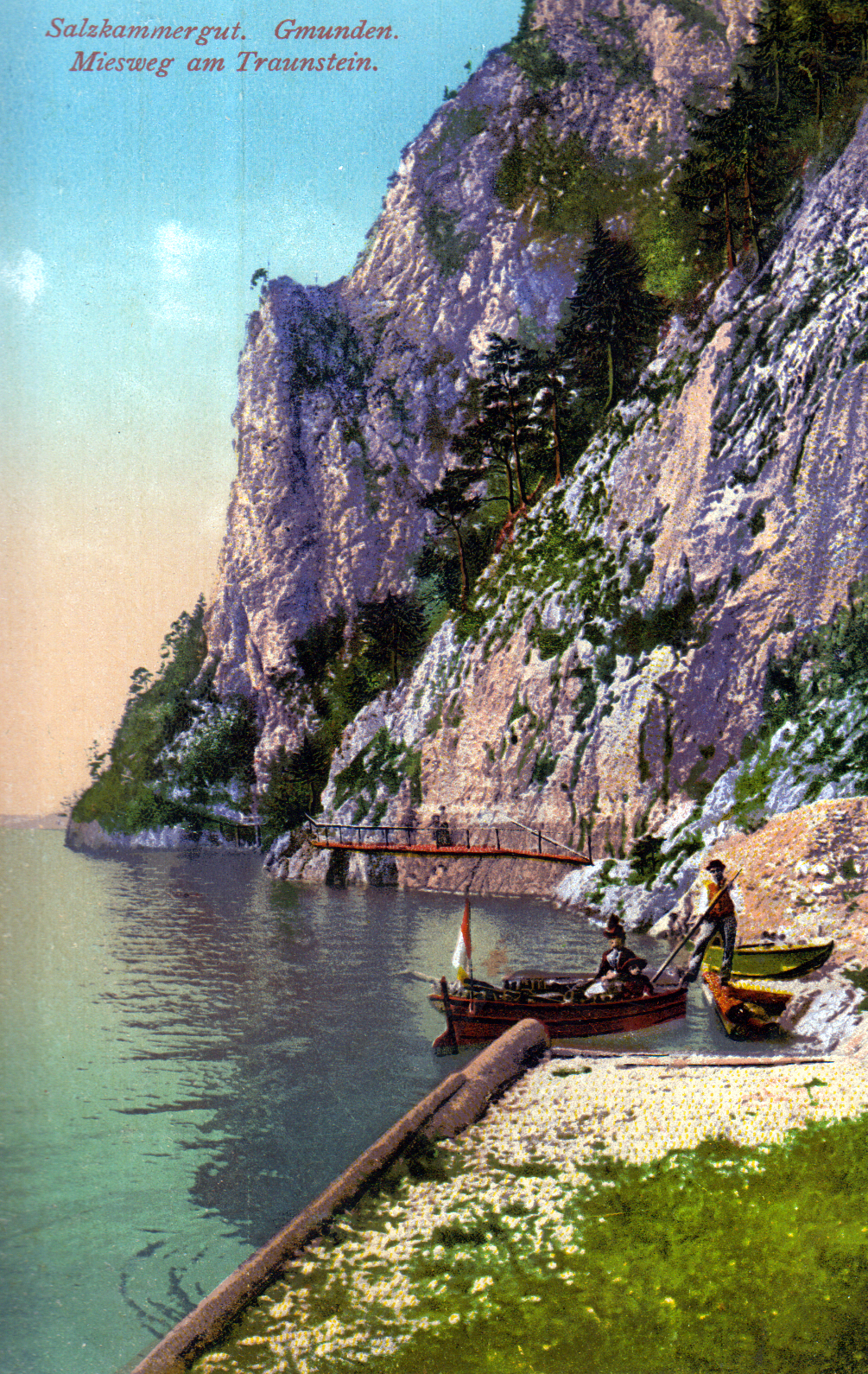
Touristen und Jäger setzten bis zur Fertigstellung der Karbach-Forstraße mit dem Boot zur Lainaustiege über, 1906

Das Salzkammergut war im Besitz der Habsburger und ein beliebtes Jagdrevier. Kaiser Maximilian I. war im Jahr 1505 nachweisbar zur Jagd am Traunstein. In seinen Schriften Teuerdank, Weißkunig und im Geheimen Jagdbuch berichtete er über das Gamstreiben und Gamsstechen im Salzkammergut. Bei aufwendigen Treibjagden wurden die Gämsen aus ihren Hochrevieren in die Nähe der Jagdhäuser getrieben und im steilen Felsgelände mit rund sieben Meter langen Spießen aus der Wand gestochen. Kaiser Leopold I. hielt 1684 am Traunstein eine Gamsjagd ab, wobei er den „gesamten Schützen und Hötzknechten“ (Treibern) einen Lohn von 334 Gulden ausbezahlte. Erst unter Kaiser Karl VI. wurden die Gesetze für ritterliches Weidwerk allmählich wieder gültig. Dem Kaiser zur Ehre wurde im Jahre 1732 ein Gamstreiben auf dem Traunstein abgehalten. Das Kaiserpaar erlegte dabei 60 Gämsen, davon wurden 20 lebend gefangen und viele stürzten von den steilen Felswänden in den See. Auch unter Kaiser Franz Joseph I., dessen Leibgehege sich von Bad Goisern abwärts beiderseits der Traun bis über den Traunstein hinaus erstreckte, fanden Gamsjagden statt. An zwei Treibjagden nahm der Kaiser teil. 1883 wurden 25 Gämsen und im Jahr 1885 an den Hängen des Traunsteins 54 dieser Tiere erlegt, darunter eine weiße oder semmelfarbene Gämse (Albino), die Kronprinz Rudolf schoss. Nach der Jagd hielten die Kaiser am sogenannten Kaisertisch im Schatten der Buchen am Lainaubach Rast. Diese Stelle wird schon seit Kaiser Maximilians Zeiten so bezeichnet.

### Bergbau
Die Geröllhalden am Fuß des Traunsteins boten ein natürliches Rohstoffreservoir für die Kalkbrennerei. In der zweiten Hälfte des 19. Jahrhunderts entstanden aus mehreren kleineren Betrieben die Staininger-Werke mit insgesamt drei großen Kalköfen im Bereich des heutigen Umkehrplatzes am Ende der Traunsteinstraße. In der Kalkbrennerei waren rund 60 Bewohner der Gegend beschäftigt. Im Jahr 1911 wurde der Betrieb an die Gmundner Kalkwerksgesellschaft m.b.H. verkauft. 1968 wurde der Betrieb eingestellt und 1969 wurden die Industrieruinen gesprengt.

## Namenskunde

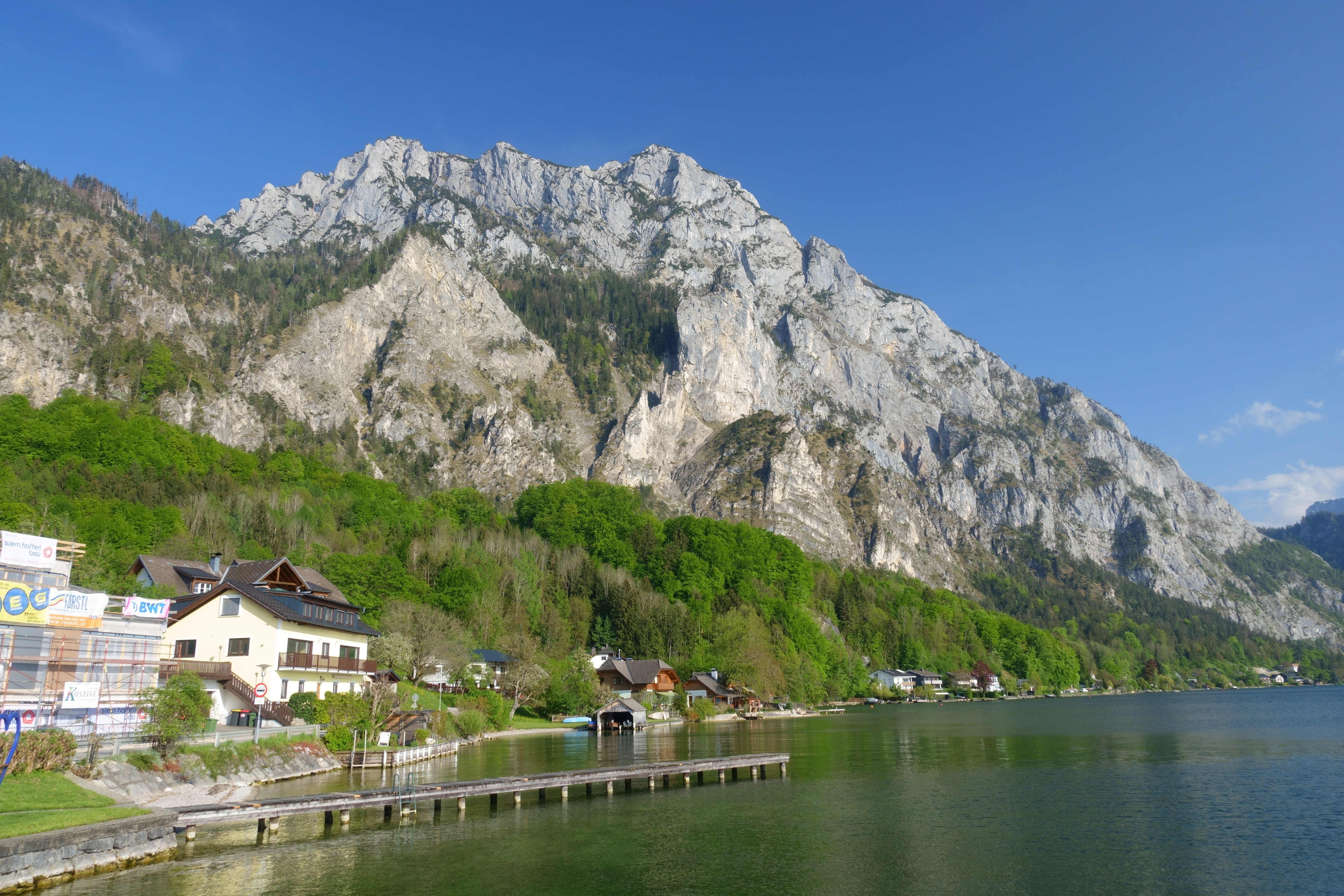
Blick auf den Gmundner Ortsteil Unterm Stein

Der Name Traun bezieht sich auf den gleichnamigen Fluss, der den Traunsee durchfließt. Der Name wurde als „Truna“ urkundlich erstmals im Jahre 819 erwähnt und leitet sich vom indogermanischen dreu-/drü- (laufen, eilen) ab und nimmt damit Bezug auf die Fließgeschwindigkeit. Das Wort Stein bezieht sich auf den spärlichen Bewuchs der Kalke, die besonders im Bereich der Gipfelzone und an den steilen Felsflanken gut aufgeschlossen sind. Die Gmundner bezeichnen den Berg oft nur als Stein (dialektal Stoa), was sich im Namen des Ortsteils Unterm Stein niederschlägt.
Wegen der beherrschenden Stellung bezeichnet man den Traunstein auch als „Wächter am Tor zum Salzkammergut“. Den übrigen Bergen weit vorgeschoben, wirkt er als gut sichtbare Landmarke und wie ein Eckpfeiler an der Pforte zum Salzkammergut, wodurch er auch als „Landeswarte“ bezeichnet wird.
Die drei höchsten Erhebungen am Gipfelplateau waren einst nach den Ortschaften benannt, denen sie zugewendet sind. Der Scharnsteinerkogel wurde nach der Errichtung einer trigonometrischen Holzpyramide Pyramidenkogel benannt. Zu Ehren der Besteigungen von Erzherzog Maximilian Joseph von Österreich-Este, der am 2. August 1837 den Traunstein bestieg, wurde am Gmundnerkogel eine Weißblechfahne errichtet. Der Kogel heißt seitdem Fahnenkogel. Nur der Traunkirchnerkogel behielt seinen ursprünglichen Namen.
Flurnamen, wie Gamsriesen, Kitzkogel, Adlerhorst und Stutzbüchsenriese, verweisen auf das Vorkommen der Tiere und die Jagd im Traunsteingebiet.

## Geschichte

### Vermessung und Kartografie

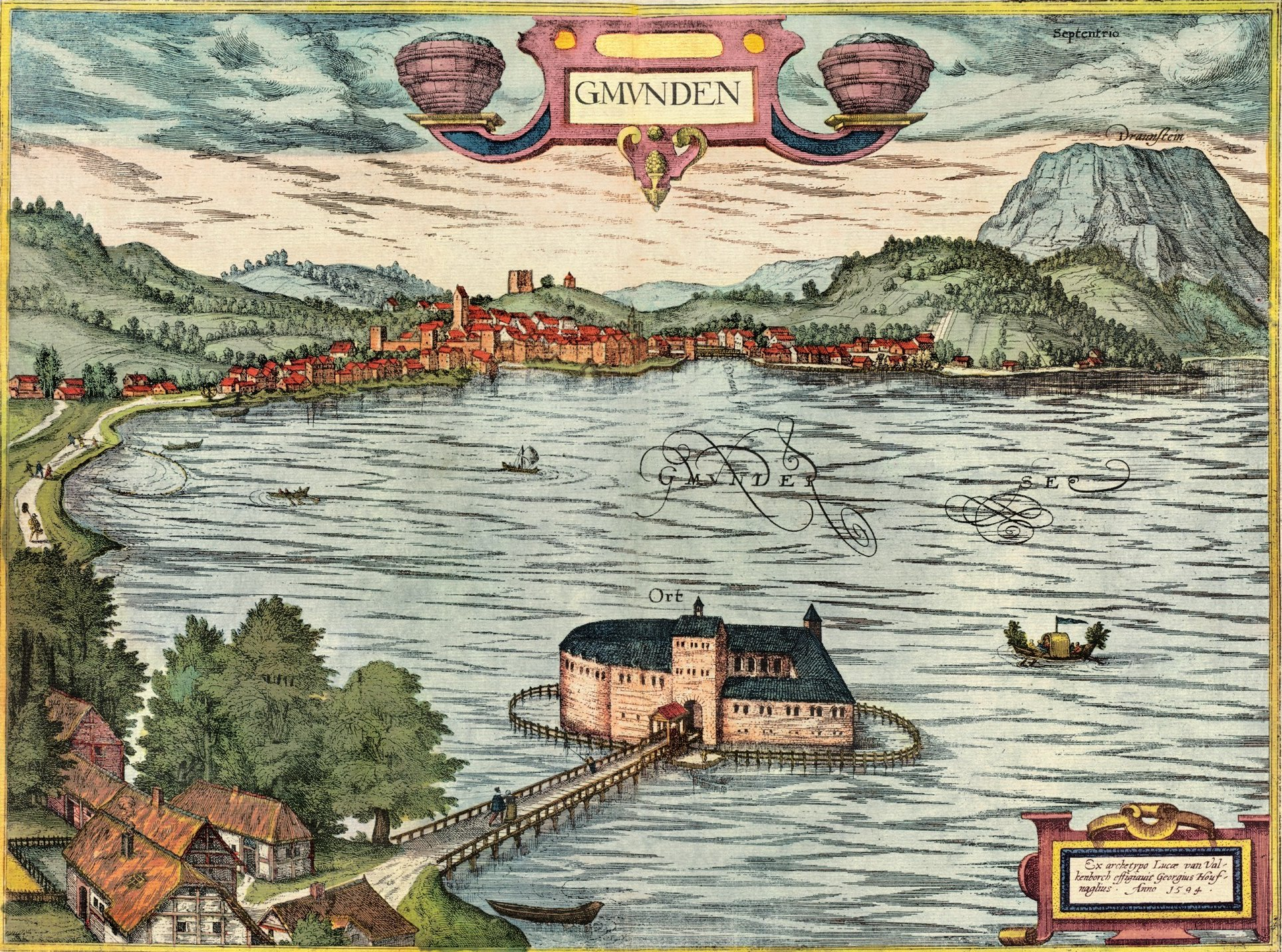
Stadtansicht Gmunden aus Civitates Orbis Terrarum. Band V (1598). Im Hintergrund der „Draunstein“

Die erste Höhenmessung wurde von Kaiser Maximilian I. zu Beginn des 16. Jahrhunderts beauftragt. Dabei wurden 385 Grade über dem Traunsee festgestellt, was einer relativen Höhe von nur 679 m entspricht. In der ersten Landkarte Oberösterreichs, die von dem Nürnberger Kupferstecher und Kartograf Augustin Hirschvogel im Jahr 1542 gezeichnet und 1583 gedruckt wurde, wird der „Draunstein“ als „Mons altissimus“ bezeichnet, womit die beherrschende Stellung des Berges zum Vorland hin ausgedrückt wurde. Auch in der Karte von Wolfgang Lazius aus dem Jahre 1545 scheint der Traunstein als der markanteste Berg der oberösterreichischen Gebirgslandschaft auf. Erst 1669 gelang Georg Matthäus Vischer eine genauere Darstellung der oberösterreichischen Alpen. Die Errechnung einer annähernd richtigen Gipfelhöhe mit einem Wert von 581 Toisen (rund 1133 m) über der Seefläche gelang durch die Josephinische Landesaufnahme (1769–1772) und die Mappa von dem Land ob der Enns von Carl Schütz (1787). Im Jahre 1858 wurde von der Triangulierungsabteilung des Militärgeographischen Instituts auf dem Gipfel, dem Scharnsteiner Kogel, eine trigonometrische Holzpyramide errichtet und eine absolute Höhe von 1691 m über der Adria festgestellt. Die höchste Erhebung wird seitdem als Pyramidenkogel bezeichnet.

### Gipfelkreuz

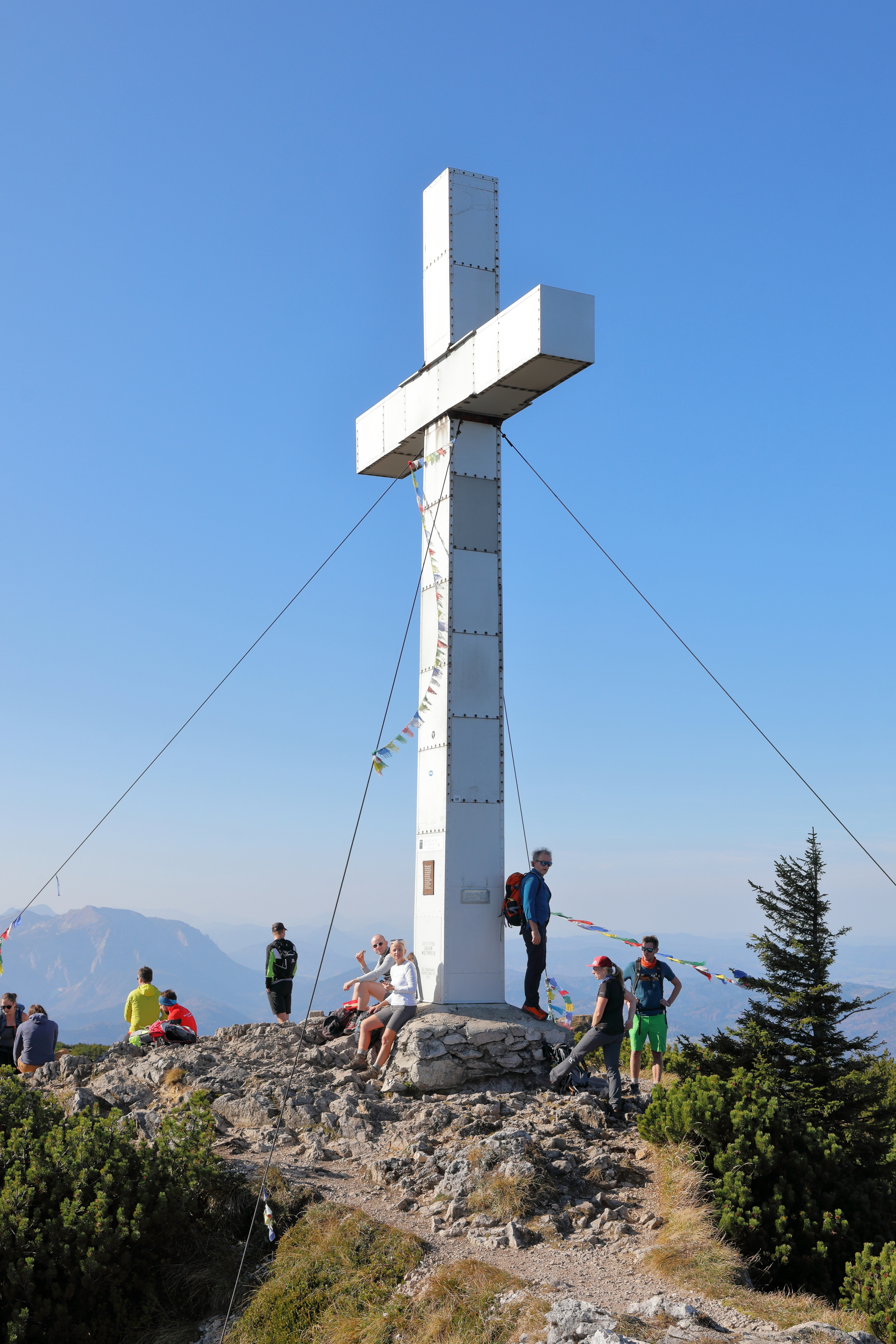
Gipfelkreuz; errichtet 1950

Die Idee, allen gefallenen Soldaten beider Weltkriege ein Kreuz auf dem Traunstein zu errichten, reifte beim späteren Gmundner Bürgermeister Karl Piringer bereits während dessen Kriegsgefangenschaft in Jugoslawien. Mit der Gründung eines Traunsteinkreuz-Komitees begann man die Idee in die Tat umzusetzen. Auf eine öffentliche Ausschreibung wurden 12 Projekte eingereicht, von denen am 11. September 1948 eines ausgewählt wurde. Den Auftrag zum Bau des 10 Meter hohen Kreuzes erhielt die Karosseriebaufirma Traunsteinwerke Swoboda (TSW). Die Baukosten von 65.000 Schilling konnten gänzlich durch Spenden aufgebracht werden. Um das Kreuz auch allen, die nicht zur Weihe auf den Traunstein kommen konnten, zugänglich zu machen, wurde es im Juli 1950 für 3 Wochen auf dem Gmundner Rathausplatz aufgestellt. 520 Männer und 80 Frauen transportierten in nur zwei Tagen die rund 4000 Einzelteile, sowie Zement, Sand und Wasser auf den Gipfel. Das Gipfelkreuz wurde am Sonntag, dem 20. August 1950, eingeweiht. Zu dieser Feier, die von der Gmundner Stadtkapelle musikalisch untermalt wurde, versammelten sich beinahe 3000 Menschen auf dem Berg. Es war damals das größte Gipfelkreuz der Alpen. Seither pilgern jedes Jahr Anfang September Hunderte Bergsteiger zur traditionellen Messe auf dem Traunsteingipfel.

## Der Traunstein in Kunst und Literatur

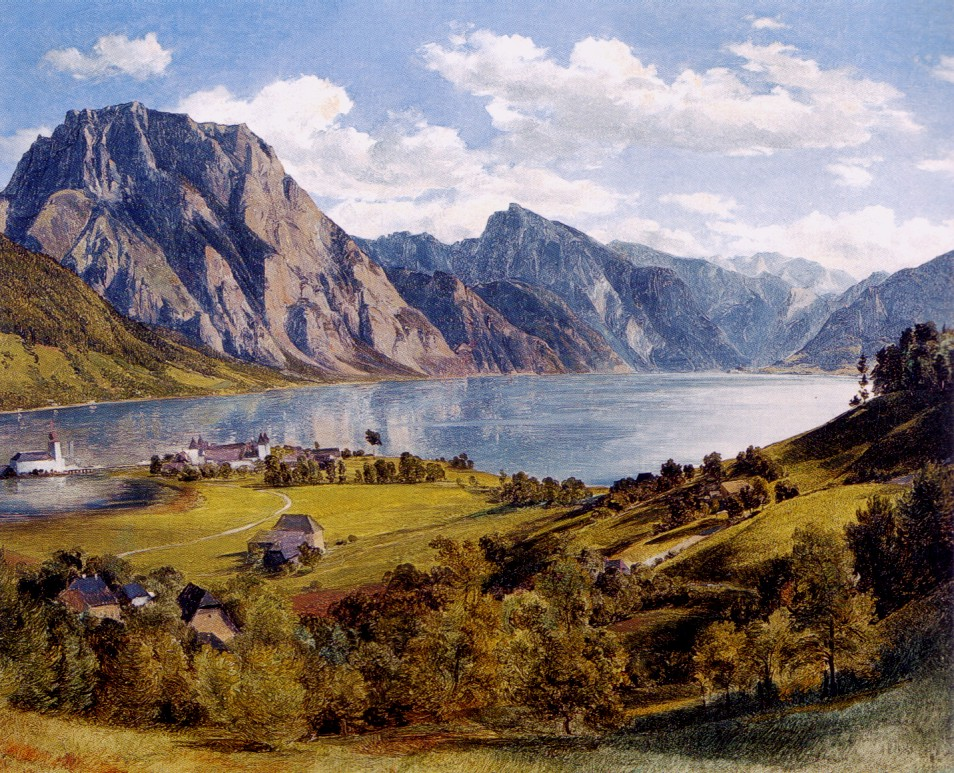
Ferdinand Georg Waldmüller: Traunsee mit Schloss Ort, 1835

Der Traunstein wird in der bekannten Volkssage der Schlafenden Griechin erwähnt. Der Erlakogel südlich des Traunsteins wird auch heute noch als „Schlafende Griechin“ bezeichnet.

„In dunkler Vorzeit rief der greise König Dachstein die Berge seines Reiches zu sich. Den Traunstein aber verbannte der König wegen seines Ungehorsams aus seiner Gesellschaft und ließ ihn einsam am Rande seines Riesenreiches stehen. In einer hellen Sternennacht schlich sich ein treuloses Weib aus der Felsenregion und biederte sich dem Traunstein an. Da verfluchte König Dachstein auch das Weib und verbannte es als leblosen Felsen für alle Zeiten an die Seite des Traunseegiganten. So liegt seit dieser Urzeit die Schlafende Griechin am Südufer des Sees.“

Der Traunstein ist Gegenstand etlicher Dichtungen. Neben Hermann von Gilms Traunsteinballade und Otto Prechtlers Gedicht Das Kloster am Traunsee besingen August Pepöck mit Sonnenaufgang übern Traunstein und Franz Keim mit s’ Traunstoahoamweh diesen Berg.
In der Biedermeierzeit kamen Landschaftsmaler in das Salzkammergut und an den Traunstein. Ferdinand Georg Waldmüller, Markus Pernhart und Carl Schweninger der Ältere schufen Werke, die den Traunstein und dessen Umgebung zeigen.